# 源氏物語

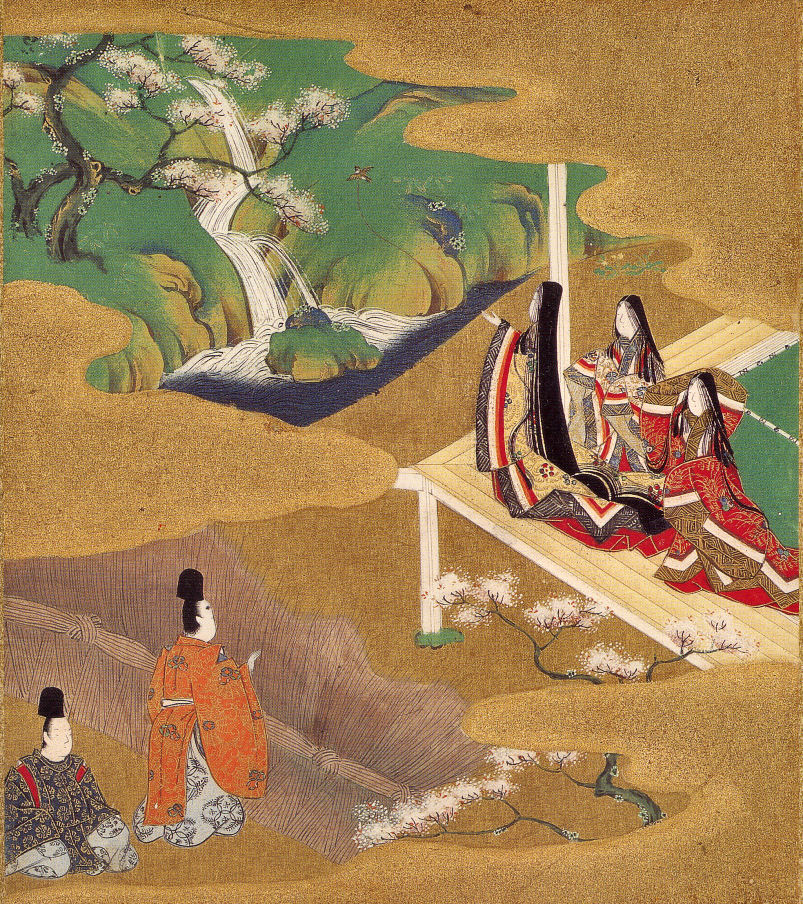
江戸時代の絵師 土佐光起（1617-1691）筆『源氏物語画帖』より、『源氏物語』第5帖「若紫」。飼っていた雀の子を逃がしてしまった紫の上と、柴垣から隙見する光源氏。

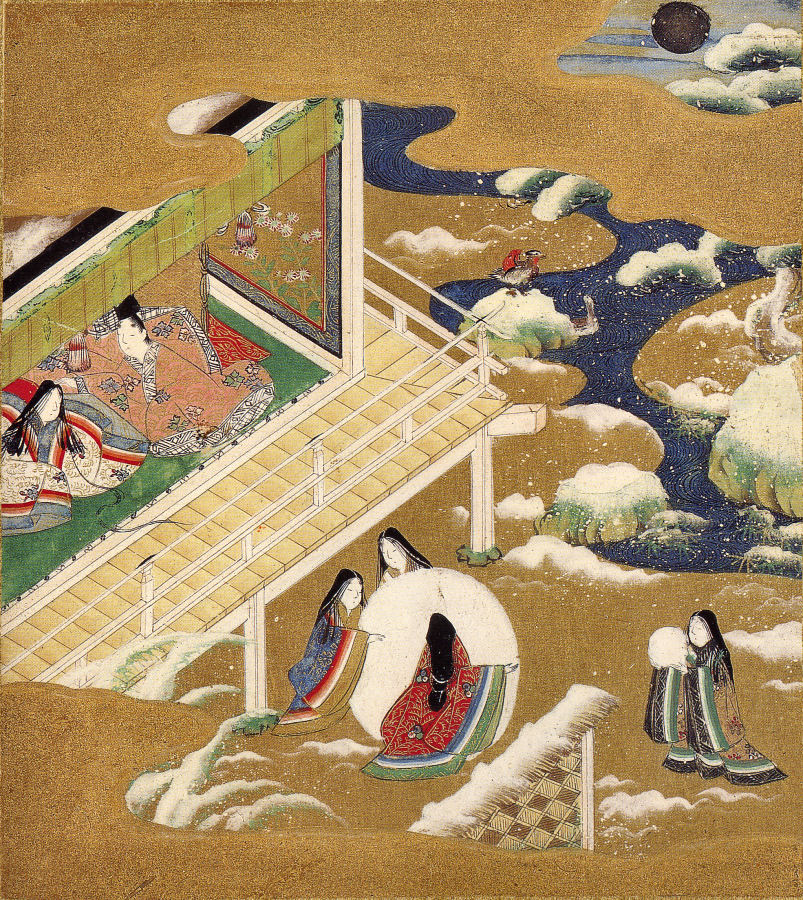
土佐光起筆『源氏物語画帖』より、『源氏物語』第20帖「朝顔」。「雪まろばし」(雪転ばし)の状景。邸内にいるのは光源氏と紫の上。

『源氏物語』（げんじものがたり、英語: The Tale of Genji）は、平安時代中期に成立した日本の長編物語、小説。全54帖、文献初出は1008年（寛弘五年）、平安末期に「源氏物語絵巻」として絵画化された。作者の紫式部は平安中期における和歌の名手の1人で「百人一首」や「女房三十六歌仙」の歌人。 曽祖父の藤原兼輔の娘桑子は、醍醐天皇の更衣で章明親王の生母であり、物語に引歌される『人の親の心は闇にあらねど子を思ふ道に惑ひぬるかな』は、桑子の入内当初、寵愛されるかどうかを案じて醍醐天皇に献詠されたとも伝えられる 。源氏物語は、紫式部が生涯で唯一残した物語作品である。

## 概要
一世源氏が藤原氏と関わりながら政権復帰を目指す物語。その栄華とかげり。主人公の光源氏、女性主人公とも言える藤壺や紫上、そして嘲笑の対象である末摘花の姿と意識さえも、一世源氏や皇族の出身として造形されている。絵合わせなどの対決では終始、専門家の作品よりも元皇族の光源氏や皇族の作品を風流で良いと褒め称えている。
下級貴族出身の紫式部は、「源氏物語」の内容について一条天皇から『日本書紀』など漢文で書かれた日本の歴史書への見識をほめられるなど、幼少より日本と中国の歴史書、和歌、漢籍、漢詩の理解に優れていた。、藤原宣孝と結婚(紫式部の年齢は不明)し一女をもうけたが、結婚後3年ほどで夫と死別する。その後、具平親王家をモデルに書いたと言われる光源氏の三帖を書き始め、これが『源氏物語』の始まりともいわれる。具平親王の子孫の源麗子は「源氏の物語を書きて、奥に書き付けられて侍りける　はかもなき鳥の跡とは思ふとも我が末々はあはれとも見よ』と『源氏物語』に対する格別な思い入れを歌にした、『源氏物語』を具平親王家一門の誉とし「祖父の具平親王をモデルとした三帖なくして『源氏物語』五十四帖はありえなかった」という格別な思いがあったといわれる(『紫式部伝(斉藤正昭)』)。当時、紙は貴重で、紙の提供者がいればその都度書き、具平親王家一門と共有したとされる。
当時、政治・行政など多くの公的文書は外国語である漢文で書かれ、漢文が必須の男性貴族に対し、女性貴族には不要とされその読み書きができず漢詩や漢籍なども理解しない者が多かったが、天皇の妃である中宮には『白氏文集』など漢詩の教養が要求され、その才に秀でた女房が教育にあたった。一条天皇の代では、一条天皇の中宮になった彰子には紫式部が漢詩を教えるなどした。宮中に上がった紫式部は、この宮仕えをしながら藤原道長の支援の下で物語も書き続け、54帖からなる『源氏物語』が完成した。この原本は現存せず鎌倉初期の「藤原定家自筆本」が現存する最古の写本となる。
物語の概要は、更衣(原文では更衣の記述はなく「女御とさえ呼ばれなかった」女性)が産んだ玉のように光る美しい第二皇子は父宮に愛されていたが、父宮の第一后の産んだ第一皇子がいたので、政権に巻き込ませないよう父が臣下させ源氏を賜る事となった主人公光源氏の栄華復活とかげり、その死後子と孫の物語の全54帖。第1帖～第41帖は「光源氏」を軸に描かれ、第42帖～第54帖は「薫」を軸に描かれる。なお、執筆された11世紀初頭は国風文化の最盛期で、時代を反映し、紫式部は自身の和歌や他者の物語作品と同じく、『源氏物語』の記述には漢字(漢文 万葉仮名・男手)ではなく平仮名(変体仮名・女手)を使用している。（物語詳細は「源氏物語各帖のあらすじ」参照）
時代設定は醍醐天皇の御代に擬せてあり、一条朝より100年ほど前の歴史物語となっている。そのため一条朝では廃れた行事や楽器、地位などが登場する。『源氏物語』の「桐壺巻」は｢どの御代であったか、女御・更衣が大勢お仕えなさっている中に(現代語訳)」から始まっているが「更衣」自体が一条天皇には存在しなくなっており、源氏の存在にしても一条朝では公卿に上るのも難しい地位なっているため、読み手は平安初期からの政治、皇族、源氏の成り立ち、文化、常識、風習、社会制度の知識が最低限必要とされる。
『源氏物語』は初出当初より貴族を中心に好評を博し次々と写本が繰り返されて読まれた。当時、貴族階級の男女ともに和歌は必須で重要だったが、漢文については対照的で、漢文の読み書きができず漢籍や漢詩がわからない者が多かった女性貴族に対し、政治や行政の公的文書は漢文で書かれたため、男性貴族は漢文の読み書きが必須で漢籍や漢詩の教養も重視された。そのため、国風文化の影響のもと『竹取物語』をはじめ主に平仮名(変体仮名)で書かれた物語作品は貴族女性やその子供向けの読み物として、漢籍や漢詩そして和歌に比べて低く見られた時代で、『源氏物語』も他の物語同様に平仮名(変体仮名)で書かれたが、紫式部の漢籍、漢詩、和歌、歴史の知識と見識の深さが随所に生かされ、それらの知識が必須の男性貴族からも学べるとして読まれた。一級文化人の藤原公任も読んでいた事が紫式部日記から伺える。
その150年ほど後の平安時代末期、栄華を誇った貴族階級の没落と武士階級の台頭という時代の変わり目に、『源氏物語』は、「絵」と「詞書(説明文)」から成る『源氏物語絵巻』として絵画化された。現存する絵巻物のうち、徳川美術館と五島美術館所蔵のものは国宝となっている。また現在、『源氏物語』は日本のみならず30ヵ国語を超える翻訳を通じて世界各国で読まれている。

## 題名

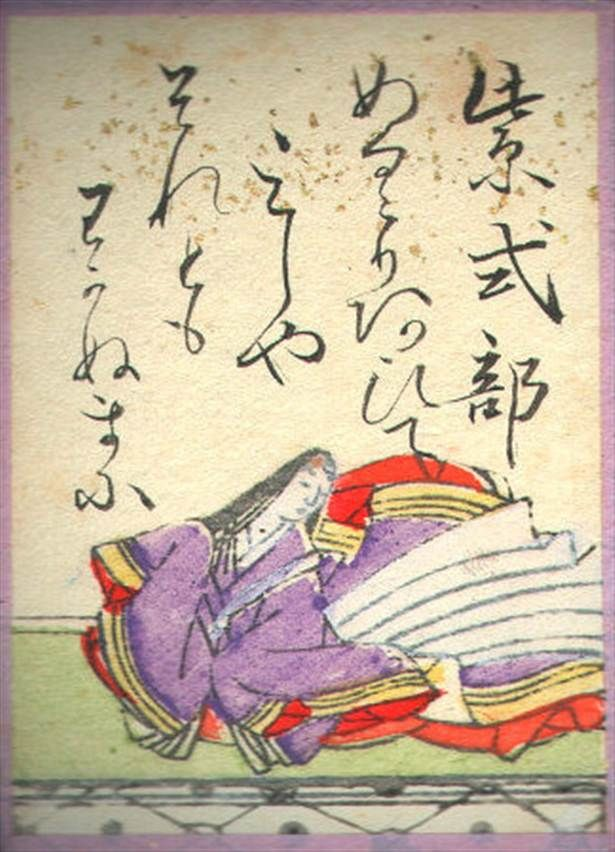
紫式部の和歌、百人一首 57番より「めぐり逢ひて　見しやそれとも　わかぬ間に　雲がくれにし　夜半（よは）の月かな」

古写本は題名の記されていないものも多く、記されている場合であっても内容はさまざまである。『源氏物語』の場合は冊子の標題として「源氏物語」ないしそれに相当する物語全体の標題が記されている場合よりも、それぞれの帖名が記されていることが少なくない。こうした経緯から、現在において一般に『源氏物語』と呼ばれているこの物語が、書かれた当時の題名が何であったのかは明らかではない。古い時代の写本や注釈書などの文献に記されている名称は大きく以下の系統に分かれる。
- 「源氏の物語」「光源氏の物語」「光る源氏の物語」「光源氏」「源氏」「源氏の君」などとする系統。
- 「紫の物語」「紫のゆかり」「紫のゆかりの物語」などとする系統。

これらはいずれも源氏（光源氏）または紫の上という主人公の名前をそのまま物語の題名としたものであり、物語の固有の名称であるとはいいがたい。また、執筆時に著者が命名していたならば、このようにさまざまな題名が生まれるとは考えにくいため、これらは作者によるものではない可能性が高いと考えられている。
『紫式部日記』『更級日記』『水鏡』などこの物語の成立時期に近い主要な文献に「源氏の物語」とあることなどから、物語の成立当初からこの名前で呼ばれていたと考えられているが、作者の一般的な通称である「紫式部」が『源氏物語』（＝『紫の物語』）の作者であることに由来するならば、そのもとになった「紫の物語」や「紫のゆかりの物語」という名称はかなり早い時期から存在したとみられ、「源氏」を表題に掲げた題名よりも古いとする見解もある。「紫の物語」といった呼び方をする場合には、現在の源氏物語54帖全体を指しているのではなく、「若紫」を始めとする紫の上が登場する巻々（いわゆる「紫の上物語」）のみを指しているとする説もある。
『河海抄』などの古伝承には「源氏の物語」と呼ばれる物語が複数存在し、その中でもっとも優れているのが「光源氏の物語」であるとするものがある。しかし現在、「源氏物語」と呼ばれている物語以外の「源氏の物語」の存在を確認することはできないため、池田亀鑑などはこの伝承を「とりあげるに足りない奇怪な説」に過ぎないとして事実ではないとしている。対して和辻哲郎は、「現在の源氏物語には読者に現在知られていない光源氏についての何らかの周知の物語が存在することを前提として初めて理解できる部分が存在する」として、「これはいきなり斥くべき説ではなかろうと思う」と述べている。
このほか、「源語（げんご）」「紫文（しぶん）」「紫史（しし）」などという漢語風の名称で呼ばれていることもあるが、これらは漢籍の影響を受けたものであり、それほど古いものはないと考えられている。池田によれば、その使用は江戸時代をさかのぼらないとされる。

## 構成

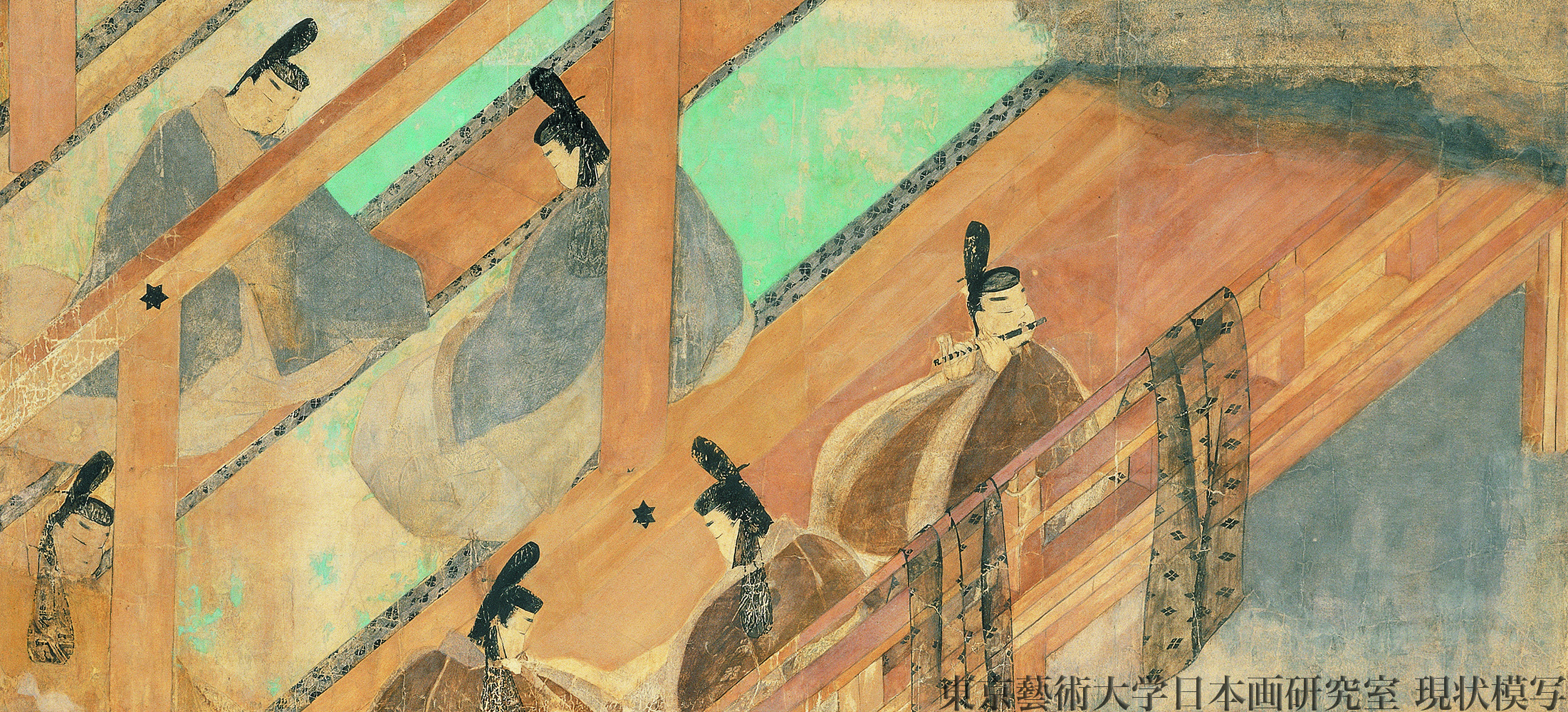
『源氏物語絵巻』より、『源氏物語』第38帖「鈴虫」（12世紀、五島美術館蔵）

全54帖のあらすじは「源氏物語各帖のあらすじ」を、登場人物は「源氏物語の登場人物」を参照。
『源氏物語』は写本・版本により多少の違いはあるが、約100万文字・22万文節、400字詰め原稿用紙約2,400枚、500名近くの登場人物、70年あまりの出来事が描かれ、和歌795首を詠み込み、典型的な王朝物語とされる。
日本最古の物語『竹取物語』（平安前期・作者不詳・現存）や日本最古の長編物語『うつほ物語』（平安中期10世紀後半・作者不詳・現存）がある一方で、マスメディアや近畿各府県の公的機関が、「世界最古の長編小説」、「日本最古の長編小説」という表現をたびたび使用している『源氏物語』は、『うつほ物語』の全20巻に対して全54帖、文字数で『うつほ物語』の約1.5倍で、その長さゆえに『源氏物語』は以下の通り全体をいくつかに分けて取り扱われることが多い（源氏物語の「作者」、「巻数」も参照）。

### 三部構成説
舞台は醍醐天皇の御代に擬せてあり、天皇の皇子として出生し、才能・容姿ともにめぐまれながら親王にもなれず臣籍降下して源氏姓となった光源氏の栄華と苦悩の人生、およびその子孫らの人生を描く。通説とされる「三部構成説」の各部のメインテーマを以下に示す。
| 第一部 | 光源氏が数多の恋愛遍歴を繰り広げつつ、王朝人として最高の栄誉を極める前半生                 |
| 第二部 | 愛情生活の破綻による無常を覚り、やがて出家を志すその後半生と、源氏をとりまく子女の恋愛模様 |
| 第三部 | 源氏没後の子孫たちの恋と人生                                                               |

平安時代の日本文学史においても、『源氏』以前以降に書かれたかどうかによって、物語文学は「前期物語」と「後期物語」とに区分され、あるいはこの『源氏』のみを「前期物語」および「後期物語」と並べて「中期物語」として区分する見解もある。後続して成立した王朝物語の大半は『源氏』の影響を受けており、後世しばらくは『狭衣物語』と並べ、「源氏、狭衣」を二大物語と称した。後者はその人物設定や筋立てに多くの類似点が見受けられる。こうした『源氏物語』の影響は文学に限定されず、原典成立後の平安時代末期に物語を画題とした日本四大絵巻のひとつ『源氏物語絵巻』が制作された。その後も『源氏』を画題とした『源氏絵』は、版本『絵入源氏物語』、また『源氏物語図屏風』などの屏風や襖などにさまざまな画派によって描かれた。また、『源氏物語』意匠の調度品、さらに着物や帯の香の図（源氏香）などにもその影響がみえ、のちの文化や生活に多大な影響を与えたとされている。また『源氏物語』は中国では「日本の『紅楼夢』」と称されることがよくあり、『金瓶梅』と並ぶ比較文学研究の題材となっている。源氏物語の研究は「源学」と呼ばれている。

### 二部構成説
『白造紙』『紫明抄』あるいは『花鳥余情』といった古い時代の文献には、宇治十帖の巻数を「宇治一」「宇治二」というようにそれ以外の巻とは別立てで数えているものがあり、このころ、すでにこの部分をその他の部分とはわけて取り扱う考え方が存在したと見られる。
その後、『源氏物語』全体を光源氏を主人公にしている「幻」（「雲隠」）までの『光源氏物語』とそれ以降の『宇治大将物語』（または『薫大将物語』）の2つにわけて、「前編」「後編」（または「正編」（「本編」とも）「続編」）と呼ぶことは古くから行われてきた。
与謝野晶子は、それまでと同様に『源氏物語』全体を2つにわけたが、光源氏の成功・栄達を描くことが中心の陽の性格を持った「桐壺」から「藤裏葉」までを前半とし、源氏やその子孫たちの苦悩を描くことが中心の陰の性格を持った「若菜」から「夢浮橋」までを後半とする二分法を提唱した。
その後の何人かの学者はこの2つの二分法をともに評価し、玉上琢弥は第一部を「桐壺」から「藤裏葉」までの前半部と、「若菜」から「幻」までの後半部にわけ、池田亀鑑は、この2つを組み合わせて『源氏物語』を「桐壺」から「藤裏葉」までの第一部、「若菜」から「幻」までの第二部、「匂兵部卿」から「夢浮橋」までの第三部の3つに分ける「三部構成説」を唱えた。「三部構成説」はその後広く受け入れられるようになった。
このうち、第一部は武田宗俊によって成立論（いわゆる玉鬘系後記挿入説）と絡めて「紫上系」の諸巻と「玉鬘系」の諸巻に分けることが唱えられた。この区分は、武田の成立論に賛同する者はもちろん、成立論自体には賛同しない論者にもしばしば受け入れられて使われている。
第三部は、「匂兵部卿」から「竹河」までのいわゆる匂宮三帖と、「橋姫」から「夢浮橋」までの宇治十帖にわけられることが多い。
上記にもすでに一部出ているが、これらとは別に連続したいくつかの巻々をまとめて
- 帚木、空蝉、夕顔の三帖を帚木三帖
- 玉鬘、初音、胡蝶、蛍、常夏、篝火、野分、行幸、藤袴、真木柱の十帖を玉鬘十帖
- 匂兵部卿、紅梅、竹河の三帖を匂宮三帖
- 橋姫、椎本、総角、早蕨、宿木、東屋、浮舟、蜻蛉、手習、夢浮橋の十帖を宇治十帖

といった呼び方をすることもよく行われている。
巻々単位とは限らないが、「紫上物語」「明石物語」「玉鬘物語」「浮舟物語」など、特定の主要登場人物が活躍する部分をまとめて「○○物語」と呼ぶことがある。

#### 四部構成説
三部構成説に対して、以下のような四部構成説も唱えられている。論者によって区切る場所や各部分の名称がさまざまに異なっている。
| 提唱者          | 第一部                  | 第二部                    | 第三部                  | 第四部                    |
| --------------- | ----------------------- | ------------------------- | ----------------------- | ------------------------- |
| 藤岡作太郎      | 正編前紀 桐壺から朝顔   | 正編中紀 少女から藤裏葉   | 正編後紀 若菜から竹河   | 続編 橋姫から夢浮橋       |
| 久松潜一 実方清 | 第一期 桐壺から明石     | 第二期 澪標から藤裏葉     | 第三期 若菜から幻       | 第四期 匂宮から夢浮橋     |
| 重松信弘        | 正編青年期 桐壺から明石 | 正編中年期 澪標から藤裏葉 | 正編晩年期 若菜から竹河 | 続編 匂宮から夢浮橋       |
| 森岡常夫        | 第一期 桐壺から朝顔     | 第二期 少女から藤裏葉     | 第三期 若菜から幻       | 第四期 匂宮から夢浮橋     |
| 大野晋          | a系 第一部（紫上系）    | b系 第一部（玉鬘系）      | c系=第二部 若菜から幻   | d系=第三部 匂宮から夢浮橋 |

### 巻について

#### 各帖の名前
第一部
| 帖 | 帖 | 名         | 名         | 読み         | 読み         | 年立              | 並びの巻       | 系統 | 備考     |
| -- | -- | ---------- | ---------- | ------------ | ------------ | ----------------- | -------------- | ---- | -------- |
| 01 | 01 | 桐壺       | 桐壺       | きりつぼ     | きりつぼ     | 源氏1歳-12歳      |                | a系  |          |
| 02 | 02 | 帚木       | 帚木       | ははきぎ     | ははきぎ     | 源氏17歳夏        |                | b系  |          |
| 03 | 03 | 空蝉       | 空蝉       | うつせみ     | うつせみ     | 源氏17歳夏        | 帚木の並びの巻 | b系  |          |
| 04 | 04 | 夕顔       | 夕顔       | ゆうがお     | ゆうがお     | 源氏17歳秋-冬     | 帚木の並びの巻 | b系  |          |
| 05 | 05 | 若紫       | 若紫       | わかむらさき | わかむらさき | 源氏18歳          |                | a系  |          |
| 06 | 06 | 末摘花     | 末摘花     | すえつむはな | すえつむはな | 源氏18歳春-19歳春 | 若紫の並びの巻 | b系  |          |
| 07 | 07 | 紅葉賀     | 紅葉賀     | もみじのが   | もみじのが   | 源氏18歳秋-19歳秋 |                | a系  |          |
| 08 | 08 | 花宴       | 花宴       | はなのえん   | はなのえん   | 源氏20歳春        |                | a系  |          |
| 09 | 09 | 葵         | 葵         | あおい       | あおい       | 源氏22歳-23歳春   |                | a系  |          |
| 10 | 10 | 賢木       | 賢木       | さかき       | さかき       | 源氏23歳秋-25歳夏 |                | a系  |          |
| 11 | 11 | 花散里     | 花散里     | はなちるさと | はなちるさと | 源氏25歳夏        |                | a系  |          |
| 12 | 12 | 須磨       | 須磨       | すま         | すま         | 源氏26歳春-27歳春 |                | a系  |          |
| 13 | 13 | 明石       | 明石       | あかし       | あかし       | 源氏27歳春-28歳秋 |                | a系  |          |
| 14 | 14 | 澪標       | 澪標       | みおつくし   | みおつくし   | 源氏28歳冬-29歳   |                | a系  |          |
| 15 | 15 | 蓬生       | 蓬生       | よもぎう     | よもぎう     | 源氏28歳-29歳     | 澪標の並びの巻 | b系  |          |
| 16 | 16 | 関屋       | 関屋       | せきや       | せきや       | 源氏29歳秋        | 澪標の並びの巻 | b系  |          |
| 17 | 17 | 絵合       | 絵合       | えあわせ     | えあわせ     | 源氏31歳春        |                | a系  |          |
| 18 | 18 | 松風       | 松風       | まつかぜ     | まつかぜ     | 源氏31歳秋        |                | a系  |          |
| 19 | 19 | 薄雲       | 薄雲       | うすぐも     | うすぐも     | 源氏31歳冬-32歳秋 |                | a系  |          |
| 20 | 20 | 朝顔（槿） | 朝顔（槿） | あさがお     | あさがお     | 源氏32歳秋-冬     |                | a系  |          |
| 21 | 21 | 少女       | 少女       | おとめ       | おとめ       | 源氏33歳-35歳     |                | a系  |          |
| 22 | 22 | 玉鬘       | 玉鬘       | たまかずら   | たまかずら   | 源氏35歳          |                | b系  | 玉鬘十帖 |
| 23 | 23 | 初音       | 初音       | はつね       | はつね       | 源氏36歳正月      | 玉鬘の並びの巻 | b系  | 玉鬘十帖 |
| 24 | 24 | 胡蝶       | 胡蝶       | こちょう     | こちょう     | 源氏36歳春-夏     | 玉鬘の並びの巻 | b系  | 玉鬘十帖 |
| 25 | 25 | 蛍         | 蛍         | ほたる       | ほたる       | 源氏36歳夏        | 玉鬘の並びの巻 | b系  | 玉鬘十帖 |
| 26 | 26 | 常夏       | 常夏       | とこなつ     | とこなつ     | 源氏36歳夏        | 玉鬘の並びの巻 | b系  | 玉鬘十帖 |
| 27 | 27 | 篝火       | 篝火       | かがりび     | かがりび     | 源氏36歳秋        | 玉鬘の並びの巻 | b系  | 玉鬘十帖 |
| 28 | 28 | 野分       | 野分       | のわき       | のわき       | 源氏36歳秋        | 玉鬘の並びの巻 | b系  | 玉鬘十帖 |
| 29 | 29 | 行幸       | 行幸       | みゆき       | みゆき       | 源氏36歳冬-37歳春 | 玉鬘の並びの巻 | b系  | 玉鬘十帖 |
| 30 | 30 | 藤袴       | 藤袴       | ふじばかま   | ふじばかま   | 源氏37歳秋        | 玉鬘の並びの巻 | b系  | 玉鬘十帖 |
| 31 | 31 | 真木柱     | 真木柱     | まきばしら   | まきばしら   | 源氏37歳冬-38歳冬 | 玉鬘の並びの巻 | b系  | 玉鬘十帖 |
| 32 | 32 | 梅枝       | 梅枝       | うめがえ     | うめがえ     | 源氏39歳春        |                | a系  |          |
| 33 | 33 | 藤裏葉     | 藤裏葉     | ふじのうらば | ふじのうらば | 源氏39歳春-冬     |                | a系  |          |

第二部
| 帖 | 帖 | 名       | 名       | 読み           | 読み           | 年立              | 備考                         |
| -- | -- | -------- | -------- | -------------- | -------------- | ----------------- | ---------------------------- |
| 34 | 34 | 若菜     | 上       | わかな         | -じょう        | 源氏39歳冬-41歳春 |                              |
| 34 | 35 | 若菜     | 下       | わかな         | -げ            | 源氏41歳春-47歳冬 | 若菜上の並びの巻             |
| 35 | 36 | 柏木     | 柏木     | かしわぎ       | かしわぎ       | 源氏48歳正月-秋   |                              |
| 36 | 37 | 横笛     | 横笛     | よこぶえ       | よこぶえ       | 源氏49歳          |                              |
| 37 | 38 | 鈴虫     | 鈴虫     | すずむし       | すずむし       | 源氏50歳夏-秋     | 横笛の並びの巻               |
| 38 | 39 | 夕霧     | 夕霧     | ゆうぎり       | ゆうぎり       | 源氏50歳秋-冬     |                              |
| 39 | 40 | 御法     | 御法     | みのり         | みのり         | 源氏51歳          |                              |
| 40 | 41 | 幻       | 幻       | まぼろし       | まぼろし       | 源氏52歳の一年間  |                              |
| 41 | － | （雲隠） | （雲隠） | （くもがくれ） | （くもがくれ） | －                | 本文なし。光源氏の死を暗示。 |

第三部
| 帖 | 帖 | 名            | 名            | 読み                                  | 読み                                  | 年立            | 備考           |
| -- | -- | ------------- | ------------- | ------------------------------------- | ------------------------------------- | --------------- | -------------- |
| 42 | 42 | 匂宮 匂兵部卿 | 匂宮 匂兵部卿 | におう（の）みや におうひょうぶきょう | におう（の）みや におうひょうぶきょう | 薫14歳-20歳     |                |
| 43 | 43 | 紅梅          | 紅梅          | こうばい                              | こうばい                              | 薫24歳春        | 匂宮の並びの巻 |
| 44 | 44 | 竹河          | 竹河          | たけかわ                              | たけかわ                              | 薫14,5歳-23歳   | 匂宮の並びの巻 |
| 45 | 45 | 橋姫          | 橋姫          | はしひめ                              | はしひめ                              | 薫20歳-22歳     | 宇治十帖       |
| 46 | 46 | 椎本          | 椎本          | しいがもと                            | しいがもと                            | 薫23歳春-24歳夏 | 宇治十帖       |
| 47 | 47 | 総角          | 総角          | あげまき                              | あげまき                              | 薫24歳秋-冬     | 宇治十帖       |
| 48 | 48 | 早蕨          | 早蕨          | さわらび                              | さわらび                              | 薫25歳春        | 宇治十帖       |
| 49 | 49 | 宿木          | 宿木          | やどりぎ                              | やどりぎ                              | 薫25歳春-26歳夏 | 宇治十帖       |
| 50 | 50 | 東屋          | 東屋          | あずまや                              | あずまや                              | 薫26歳秋        | 宇治十帖       |
| 51 | 51 | 浮舟          | 浮舟          | うきふね                              | うきふね                              | 薫27歳春        | 宇治十帖       |
| 52 | 52 | 蜻蛉          | 蜻蛉          | かげろう                              | かげろう                              | 薫27歳          | 宇治十帖       |
| 53 | 53 | 手習          | 手習          | てならい                              | てならい                              | 薫27歳-28歳夏   | 宇治十帖       |
| 54 | 54 | 夢浮橋        | 夢浮橋        | ゆめのうきはし                        | ゆめのうきはし                        | 薫28歳          | 宇治十帖       |

以上の54帖の現在伝わる巻名は、紫式部自身がつけたとする説と後世の人々がつけたとする説が存在する。作者自身がつけたのかどうかについて、直接肯定ないし否定する証拠は見つかっていない。現在伝わる巻名にはさまざまな異名や異表記が存在し、もし作者が定めた巻名があるのならこのように多様な呼び方は生じないため、現在伝わる巻名は後世になってつけられたものであろうと考えられる。しかし一方で、本文中（手習の巻）に現れる「夕霧」（より正確には「夕霧の御息所」）という表記が、「夕霧」という巻名に基づくとみられるとする理由により、少なくとも夕霧を初めとするいくつかの巻名は作者自身が名づけたものであろうとする見解もある。
源氏物語の巻名は、後世になって、巻名歌の題材にされたり、源氏香や投扇興の点数などに使われたり、女官や遊女が好んで名乗ったりしていた（源氏名）。

#### 巻名の表記
実際の古写本や古注釈での巻名の表記には次のようなものがある。
- かな書きされているもの
- 部分的に漢字表記になっているもの
  - 「はゝき木（陽明文庫本）」箒木、「すゑつむ花（陽明文庫本）」末摘花、「もみちの賀（源氏釈）」紅葉賀、「花のゑん（源氏釈）」花宴、「絵あはせ（源氏釈）」絵合、「とこ夏（奥入）」常夏、「うき舟（奥入）」浮舟、「あつま屋（源氏釈）」東屋
- 当て字を使用しているもの
  - 「陬麻（奥入）」、「陬磨（原中最秘抄）」須磨、「未通女（奥入）」、「乙通女（河海抄）」乙女
- 異表記と見られるもの
  - 「賢木」と「榊」、「朝顔」と「槿」、「乙女」と「少女」、「匂兵部卿」と「匂宮」、「寄生」と「宿木」

それ以外に、「桐壺」に対する「壺前栽」、「賢木」に対する「松が浦島」、「明石」に対する「浦伝」、「少女」に対する「日影」といった大きく異なる異名を持つものもある。

#### 巻名の由来
現在、一般的に源氏物語の巻名の由来は次のようにいくつかに分けて考えられている。これは室町時代の注釈書『花鳥余情』に始まり、いくつかの修正を受けながらも現在でも主流とされている考え方ではあるが、疑問も唱えられている。
その巻の中で使用されている言葉に由来するもの
「桐壺」「関屋」「野分」「梅枝」「藤裏葉」「匂宮」「紅梅」「手習」など。
その巻の中の和歌の文句に由来するもの
「帚木」「空蝉」「若紫」「葵」「花散里」「澪標」「松風」「薄雲」「玉鬘」「行幸」「横笛」「夕霧」「御法」「幻」「橋姫」「椎本」「宿木」「浮舟」など。
その巻の中に使用され、和歌の題材にもなっているもの
「夕顔」「末摘花」「賢木」「須磨」「明石」「蓬生」「松風」「朝顔」「少女」「初音」「胡蝶」「蛍」「常夏」「篝火」「藤袴」「若菜」「柏木」「鈴虫」「竹河」「総角」「早蕨」「東屋」「蜻蛉」
他の巻に見える言葉に由来するもの
「紅葉賀」
巻の中の語句を転用したもの
「花宴」
巻の中で描かれている出来事に由来するもの
「絵合」
巻の主題とおぼしき語句を用いたもの
「夢浮橋」
本文そのものが存在しないもの
「雲隠」

## 成立・生成・作者に関する諸説
現在では3部構成説（第1部：「桐壺」から「藤裏葉」までの33帖、第2部：「若菜上」から「幻」までの8帖、第3部：「匂宮」から「夢浮橋」までの13帖）が定説となっているが、その成立・生成・作者・原形態に関しては古くからさまざまな議論がなされてきた。以下に、特に重要であろうと思われるものを掲げる。

### 作者は誰か

#### 通説

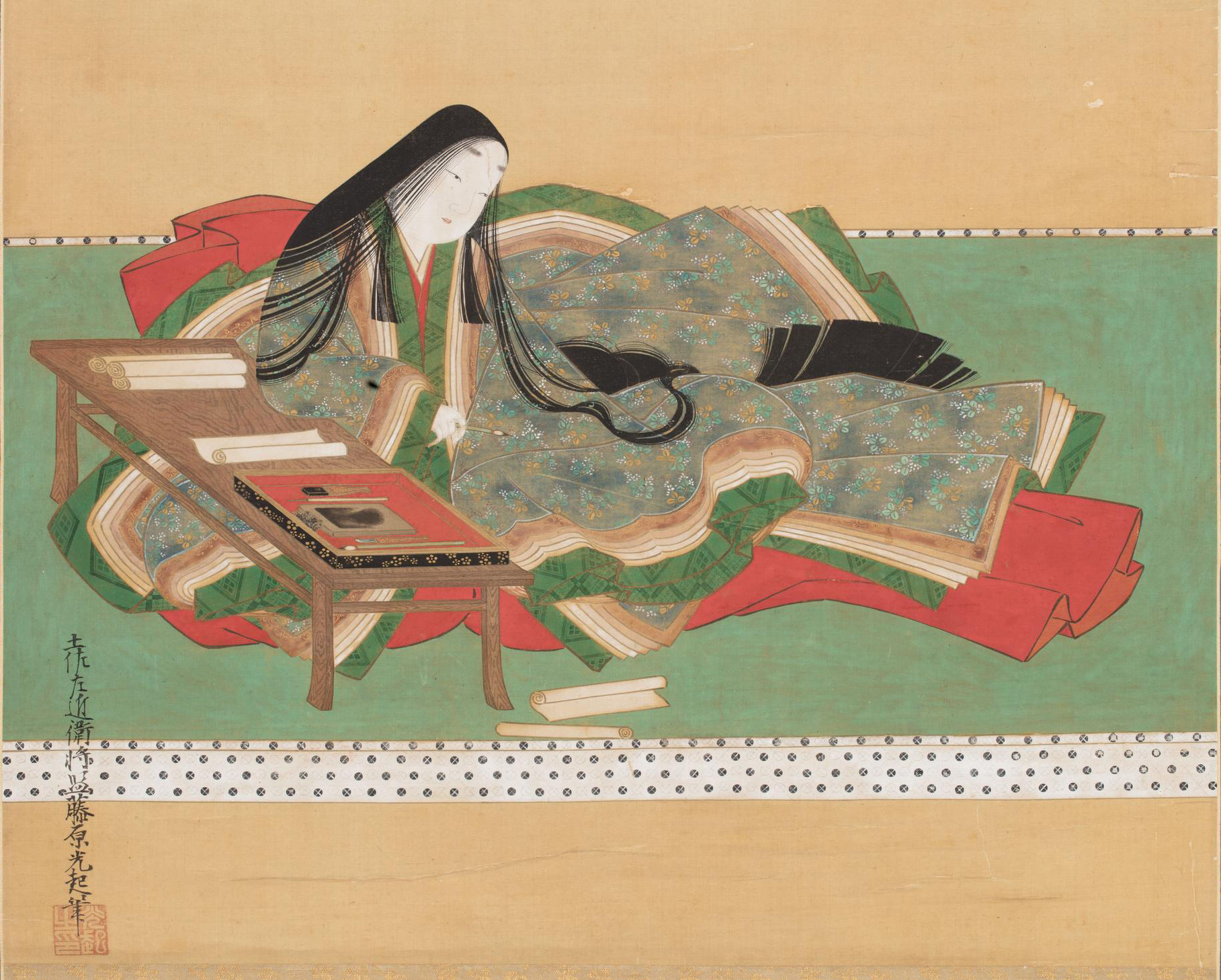
『源氏物語』を執筆する紫式部、江戸時代の絵師 土佐光起（1617-1691）作

一条天皇中宮・藤原彰子（藤原道長の長女）に女房として仕えた紫式部が作者というのが通説である。物語中に「作者名」は書かれていないが、以下の文から作者は紫式部だろうと言われている。
- 『紫式部日記』（写本の題名はすべて『紫日記』）中に自作の根拠とされる次の3つの記述
  - 藤原公任の「源氏の物語の若紫」という呼びかけ。
  - 一条天皇の「源氏の物語の作者は日本紀をよく読んでいる」という述懐により日本紀の御局と呼ばれたこと。
  - 藤原道長が源氏の物語の前で好色の歌を日記作者に詠んだこと。
- 尊卑分脈の註記
- 後世の源氏物語註釈書

| 「                              | 「左衛門督 あなかしここのわたりに若紫やさぶらふ とうかがひたまふ 源氏にかかるへき人も見えたまはぬにかの上はまいていかでものしたまはむと聞きゐたり」 | 」 |
| —底本、宮内庁蔵『紫日記』黒川本 | |    |

| 「                              | 「内裏の上の源氏の物語人に読ませたまひつつ聞こしめしけるに この人は日本紀をこそよみたまへけれまことに才あるべし とのたまはせけるをふと推しはかりに いみじうなむさえかある と殿上人などに言ひ散らして日本紀の御局ぞつけたりけるいとをかしくぞはべる」 | 」 |
| —底本、宮内庁蔵『紫日記』黒川本 | |    |

| 「                              | 「源氏の物語御前にあるを殿の御覧じて 例のすずろ言ども出で来たるついでに梅の下に敷かれたる紙に書かせたまへる すきものと名にしたてれば見る人の折らで過ぐるはあらじとぞ思ふ たまはせたれば 人にまだ折られぬものをたれかこのすきものぞとは口ならしけむ めざましう と聞こゆ」 | 」 |
| —底本、宮内庁蔵『紫日記』黒川本 | |    |

| 「                                    | 「上東門院女房 歌人 紫式部是也 源氏物語作者 或本雅正女云々 為時妹也云々 御堂関白道長妾」 | 」 |
| —『新編纂図本朝尊卑分脉系譜雑類要集』 |                                                                                          |    |

紫式部ひとりが書いたとする説の中にも以下の考え方がある。
- 短期間に一気に書き上げられたとする考え方
- 長期間にわたって書き継がれてきたとする考え方。この場合はその間の紫式部の環境の変化（結婚、出産、夫との死別、出仕など）が作品に反映しているとするものが多い。

#### 異説
光源氏のモデルと言われる源高明自身が作者という説がある。
推理作家の藤本泉は1962年（昭和37年）の小説をはじめとして『源氏物語』多数作者説をとっていた。その中の著作で、桐壺など「原 源氏物語」を源高明とその一族が書いたと仮定していたが、続く著作において源高明説が弱いことを認めており、同著でほかの複数作者の推定を行っている。作者は紫式部ではないとする説の根拠の一部は以下の通り。
- 藤原道長をはじめとする当時の何人もの人物がもてはやしたとされる作品であるにもかかわらず、当事者の記録とされている『紫式部日記』（原題『紫日記』）（藤本泉はこの『紫日記』も紫式部の作ではないとしている）を除くと、当時、数多く存在した公的な記録や日記などの私的な記録に一切記述がない。
- 現実とは逆に、常に藤原氏が敗れ、源氏が政争や恋愛に最終的に勝利する話になっており、藤原氏の一員である紫式部が書いたとするのは不自然である。
- 作中で描かれている妊娠や出産に関する話の中には、女性（特に、子どもを産んだ経験のある女性）が書いたとするにはあり得ない矛盾がいくつも存在する。
- 女性の手による作品のはずなのに、作中に婦人語と呼べるものがまったくみられない。
- 源氏物語の中において描かれている時代が紫式部の時代より数十年前の時代と考えられる。
- 紫式部の呼び名の元になった父親（式部大丞の地位に就いていた）を思わせる「藤式部丞」なる者が、帚木の帖の雨夜の品定めのシーンにおいてもっとも愚かな内容の話をする役割を演じており、紫式部が書いたとするには不自然である。

#### 一部別作者説
『源氏物語』の大部分が紫式部の作品であるとしてもその一部には別人の手が加わっているのではないか、とする説は古くから存在する。
古注の一条兼良の『花鳥余情』に引用された『宇治大納言物語』には、『源氏物語』は紫式部の父である藤原為時が大筋を書き、娘の紫式部に細かいところを書かせたとする伝承が記録されている。『河海抄』には藤原行成が書いた『源氏物語』の写本に藤原道長が書き加えたとする伝承が記録されている。一条兼良の『花鳥余情』、一条冬良の『世諺問答』などには宇治十帖が紫式部の作ではなく、その娘である大弐三位の作であるとする伝承が記録されている。これらの伝承に何らかの事実の反映を見る説も多いものの、池田亀鑑はこれらの親子で書き継いだとする説は、『漢書』について前半を班彪が書き、残りを子の班固が書き上げたという故事にちなんだもので、事実とは何の関係もないとの見解を示している。
近代に入ってからも、さまざまな形で「源氏物語の一部分は紫式部の作ではない」とする説が唱えられてきた。
与謝野晶子は筆致の違いなどから「若菜」以降の全巻が大弐三位の作であるとした。 和辻哲郎は「大部分の作者である紫式部と誰かの加筆」といった形ではなく、「ひとつの流派を想定するべきではないか」としている。
第二次世界大戦後になって、登場人物の官位の矛盾などから、武田宗俊らによる「竹河」の巻別作者説といったものも現れた。
これらのさまざまな別作者論に対して、ジェンダー論の立場から、『源氏物語』は紫式部ひとりですべて書き上げたのではなく別人の手が加わっているとする考え方は、「紫式部ひとりであれほどのものを書き上げられたはずはない」とする女性蔑視の考え方に基づくものであるとするとして、「ジェンダーの立場から激しく糾弾されなければならない」とする見解も出現した。
阿部秋生は、『伊勢物語』『竹取物語』『平中物語』『うつほ物語』『落窪物語』『住吉物語』など当時存在した多くの物語の加筆状況を調べたうえで、「そもそも、当時の『物語』はひとりの作者が作り上げたものがそのまま後世に伝えられるというのはむしろ例外であり、ほとんどの場合は別人の手が加わった形のものが伝えられており、何らかの形で別人の手が加わって後世に伝わっていくのが物語のとって当たり前の姿である」として、「源氏物語だけがそうでないとする根拠は存在しない」との見解を示した。
計量文献学により文体、助詞・助動詞など単語の使い方について統計学的手法による分析・研究が進められている。

#### 執筆期間・執筆時期
源氏物語が紫式部によって「いつごろ」「どのくらいの期間かけて」執筆されたのかについて、いつ起筆されたのか、あるいはいつ完成したのかといった、その全体を直接明らかにするような史料は存在しない。『紫式部日記』には、寛弘5年（1008年）に源氏物語と思われる物語の冊子作りが行われたとの記述があり、そのころには源氏物語のそれなりの部分が完成していたと考えられる。安藤為章は、『紫家七論』（元禄16年（1703年）成立）において、「源氏物語は紫式部が寡婦となってから出仕するまでの3、4年の間に大部分が書き上げられた」とする見解を示したが、これはさまざまな状況と符合することもあって有力な説になった。しかしその後、これほどに長い物語を書き上げるためには当然長い期間が必要であると考えられるだけでなく、前半部分の諸巻と後半部分の諸巻との間に明らかな筆致の違いが存在することを考えると、執筆期間はある程度の長期にわたると考えるべきであるとする説や、結婚前、父に従って越前国に赴いていた時期に書き始められたとする説、作中の出来事が当時の実際に起きたさまざまな事実を反映しており、最終的な完成時期をかなり引き下げる説も唱えられるようになってきた。
一方で、必ずしも長編の物語であるから長い執筆期間が必要であるとはいえず、数百人にも及ぶ登場人物が織りなす長編物語が矛盾なく描かれているのは短期間に一気に書き上げられたからであると考えるべきであるとする説もある。

#### 執筆動機
なぜ、紫式部はこれほどの長編を書き上げるに至ったのかという点についても、直接明らかにした資料は存在せず、古くからさまざまに論じられている。古注には、
- 村上天皇の皇女選子内親王から新しい物語を所望されて書き始めたとする『無名草子』に記されている説
- 藤原氏により左遷された源高明の鎮魂のため、藤原氏一族である紫式部に書かせたという『河海抄』に記されている説

などがある。近代以降にも、
- 作家としての文才や創作意欲を満たすため
- 寡婦としての寂しさや無聊を慰めるため
- 式部の父がその文才で官位を得たように式部が女房になるため

といったさまざまな説が唱えられている。
紫式部の曽祖父藤原兼輔の娘の桑子は醍醐天皇の更衣である。源氏物語に引用される子を思う和歌は、桑子が醍醐天皇に愛されるよう紫式部の曽祖父が天皇に献上した和歌である。更衣桑子は章明親王を産み、その親王は風流才子で、その章明親王の皇女の済子女王は花山天皇の時代に斎宮に卜定されたが、清らかでなければならない身でありながら武士と密通し、斎宮を罷免させられてしまった。章明親王と紫式部の父為時は従兄弟同士で邸宅も近く親しい交流があった。
紫式部は紫式部日記で藤原詮子の死を悲しんでおり、詮子と藤壺の類似点も見られる。「澪標」で入道后の宮(藤壺)が御子の冷泉が帝位についたため「大上天皇になずらへて御封たまはらせたまう。院司どもなりてさまことにいつくし」とあるが、一条天皇の母后藤原詮子が落飾して準太上大臣となり、東三条院と称えたのがはじめである。

### 巻数とはいくつか

#### 通説
現在、『源氏物語』は一般に54帖であるとされている。ただし54帖の中でも「雲隠」は題のみで本文が伝存しない。そのため、この54帖とする数え方にも以下の2つの数え方がある。
- 巻名のみの「雲隠」を含め「若菜」を上下に分けずに54帖とする。中世以前によく行われたとされる。
- 「雲隠」を除き、「若菜」を上下に分けて54帖とする。中世以後に有力になった。

鎌倉時代以前には、『源氏物語』は「雲隠」を含む37巻と「並び」18巻とに分けられており、並びの巻を含めない37巻という数え方が存在し、さらに、宇治十帖全体を一巻に数えて全体を28巻とする数え方をされることもあった。37巻とする数え方は仏体37尊になぞらえたもので、28巻とする数え方は法華経28品になぞらえたものであると考えられている。これらはいずれも数え方が異なるだけであって、その範囲が現在の『源氏物語』と異なるわけではない。
それらとは別に、現在、存在しない巻を含めるなどによって別の巻数を示す資料も存在する。

#### 失われた巻々
かつて、『源氏物語』には、現在は存在しないいくつかの「失われた巻々」が存在したとする説がある。そもそも、最初から54帖であったかどうかということ自体がはっきりしない。
現行の本文では、
- 光源氏と藤壺が最初に関係した場面
- 六条御息所との馴れ初め
- 朝顔の斎院が初めて登場する場面

に相当する部分が存在せず、位置的には「桐壺」と「帚木」の間にこれらの内容があってしかるべきであるとされる（現に、この脱落を補うための帖が後世の学者によって幾作か書かれている）。藤原定家の記した「奥入」にはこの位置に「輝く日の宮（かがやくひのみや）」という帖がかつてはあったとする説が紹介されており、池田亀鑑や丸谷才一のようにこの説を支持する人も多い。つまり、「輝く日の宮」については、
- もともとそのような帖はなく、作者は1 - 3のような描写をあえて省略した
- 「輝く日の宮」は存在したが、ある時期から失われた
- 一度は「輝く日の宮」が書かれたが、ある時期に作者の意向もしくは作者の近辺にいた人物と作者の協議によって削除された（丸谷才一は藤原道長の示唆によるものとする）

の3説があることになる。「輝く日の宮」は「桐壺」の巻の別名であるとする説もある。
それ以外にも、故実書のひとつ『白造紙』に含まれる「源氏物語巻名目録」に、「サクヒト」「サムシロ」「スモリ」といった巻名が、また、藤原為氏の書写と伝えられる源氏物語古系図に、「法の師」「巣守」「桜人」「ひわりこ」といった巻名がみえるなど、古注や古系図の中にはしばしば現在みられない巻名や人名がみえるため、「輝く日の宮」のような失われた巻がほかにもあるとする説がある。当時の人々はこのような外伝的な巻々まで含めたものまでを源氏物語として扱っていたとみられるため、このような形の源氏物語を「源氏物語の類」といった形で把握する説もある。このほか、『更級日記』では『源氏物語』の巻数を「五十余巻（よかん）」としているが、これが54巻を意味しているのかどうかについても議論がある。
2009年（平成21年）11月には「巣守帖」と思われる写本の一部が中央大学教授の池田和臣によって発見されたと報道されており、今後の研究が待たれる。

#### 源氏物語60巻説
『無名草子』や『今鏡』『源氏一品経』『光源氏物語本事』のように、古い時代の資料に『源氏物語』を60巻であるとする文献がいくつか存在する。一般的には、この60巻という数字は仏教経典の天台60巻になぞらえた抽象的な巻数であると考えられているが、この推測はあくまで「60巻という数字が事実でなかった場合、なぜ（あるいはどこから）60巻という数字が出てきたのか」の説明にすぎず、60巻という数字が事実でないという根拠が存在するわけではない。
この「『源氏物語』が全部で60巻からなる」という伝承は、「源氏物語は実は60帖からなり、一般に流布している54帖のほかに秘伝として伝えられ、許された者のみが読むことができる6帖が存在する」といった形で一部の古注釈に伝えられた。源氏物語の注釈書においても、一般的な注釈を記した『水原抄』に対して秘伝を記した『原中最秘抄』が別に存在するなど、この時代にはこのようなことはよくあることであったため、「源氏物語本文そのものについてもそのようなことがあったのだろう」と考えられたらしく、秘伝としての源氏物語60巻説は広く普及することになり、のちに多くの影響を与えた。たとえば、『源氏物語』の代表的な補作である『雲隠六帖』が6巻からなるのも、もとからあった54帖にこの6帖を加えて全60巻になるようにするためだと考えられており、江戸時代の代表的な『源氏物語』の刊本をみても、
- 『絵入源氏物語』は『源氏物語』本文54冊に、「源氏目案」3冊、「引歌」1冊、「系図」1冊、「山路露」1冊を加えて
- 『源氏物語湖月抄』は「若菜」上下と「雲隠」をともに数に入れた源氏物語本文55冊に「系図」「年立」などからなる「首巻」5冊を加えて

いずれも全60冊になる形で出版されている。

#### 並びの巻
『源氏物語』には並びの巻と呼ばれる巻が存在する。『源氏物語』は鎌倉時代以前には「雲隠」を含む37巻と「並び」18巻とに分けられていた。並びがあるものは、ほかに『うつほ物語』『浜松中納言物語』がある。これに対して、「奥入」と鎌倉時代の文献『弘安源氏論議』において、その理由が不審である旨が記されている。帖によっては登場人物に差異があり、話のつながりに違和感を覚える箇所があるため、ある一定の帖を抜き取ると話がつながるという説がある。その説によれば、紫式部が作ったのが37巻の部分で、残りの部分は後世に仏教色を強めるため、読者の嗜好の変化に合わせるために書き加えられたものだとしている。

#### 並びの巻に関する寺本直彦の説
『源氏物語』の巻名の異名は次の通りであるが、
1. 桐壺 - 壺前栽
2. 賢木 - 松が浦島
3. 明石 - 浦伝
4. 少女 - 日影
5. 若菜（上 ‐ 箱鳥、下 ‐ 諸鬘、上下 ‐ 諸鬘）
6. 匂宮 - 薫中将
7. 橋姫 - 優婆塞
8. 宿木 - 貌鳥
9. 東屋 - 狭蓆
10. 夢浮橋 - 法の師

寺本は8で「貌鳥」を並びの巻の名とする諸書の記述に注目し、「貌鳥」は現在の「宿木」巻の後半ないし末尾であったことを明らかにし、5「若菜」に対する「諸鬘」なども同様であったと推論した。 そのほか、1、10もそれぞれ、「桐壺」が「桐壺」と「壺前栽」、「夢浮橋」が「夢浮橋」と「法の師」に二分されていたことを示すもので、また、『奥入』の「空蝉」巻で、
一説には、二（イ巻第二）かヽやく日の宮このまきなし（イこのまきもとよりなし）。ならひの一はヽ木ヽうつせみはおくにこめたり（イこのまきにこもる）。
という記述についても、「輝く日の宮」が別個にあるのではなく、それは現在の「桐壺」巻の第3段である藤壺物語を指し、「輝く日の宮」を「桐壺」巻から分離し第2巻とし、これを本の巻とし、「空蝉」巻を包含した形の「帚木」巻と「夕顔」巻とをそれぞれ並一・並二として扱う意味であると理解しようとした。 寺本は結論として、並とは本の巻とひとそろい、ひとまとめになることを示し、巻々をわけ、合わせる組織・構成に関係づけた。

### 巻々の執筆・成立順序
『源氏物語』の巻々が執筆された順序については、古くからさまざまな形で存在する。代表的な説の短編が並ぶ「箒木三帖」である。
古注の『源氏物語のおこり』や『河海抄』などには、『源氏物語』が、現在冒頭に置かれている「桐壺」の巻から書き始められたのではなく、石山寺で「須磨」の巻から起筆されたとする伝承が記録されている。ただし、これらの伝承は「紫式部が源高明の死を悼んで『源氏物語』を書き始めた」とするどう考えても歴史的事実に合わない説話や、紫式部が菩薩の化身であるといった中世的な神秘的伝承と関連づけて伝えられることも多かったため、古くからこれを否定する言説も多く、近世以降の『源氏物語』研究においては『源氏物語』の成立や構成を考えるための手がかりとされることはなかった。
与謝野晶子は、『源氏物語』は「帚木」巻から起筆され、「桐壺」巻はあとになって書き加えられたのであろうとする説を、『源氏物語』の全体を二分して後半の始まりである「若菜」巻以降を紫式部の作品ではなくその娘である大弐三位の作品であろうとする見解とともに唱えた。
和辻哲郎は、「帚木」巻の冒頭部の記述についての分析などから、「とにかく現存の源氏物語が桐壺より初めて現在の順序のままに序を追うて書かれたものではないことだけは明らかだと思う」と結論づけた。
阿部秋生は「桐壺」巻から「初音」巻までについて、
- まず、「若紫」「紅葉賀」「花宴」「葵」「賢木」「花散里」「須磨」の各巻が先に書かれ、
- その後、「帚木」「空蝉」「夕顔」「末摘花」が書かれたあとに、「須磨」以後の巻が執筆され、
- 「乙女」巻を書いた前後に「桐壺」巻が執筆された

とする説を発表したが、玉上琢弥が部分的に賛同した以外は大きな影響を与えることはなかった。このほかに、「桐壺」巻を後からの書き加えであるとする説には、藤田徳太郎の説、「桐壺」巻のほか「帚木」巻もあとから書き加えたとする佐佐木信綱の説がある。

#### 武田宗俊の第一部二系統説
武田宗俊は阿部秋生の仮説を『源氏物語』第一部全体に広げ、第一部の巻々を紫上系・玉鬘系の2つの系統に分類し、
- 紫上系の巻だけをつなげても矛盾のない物語を構成しており、大円満で終わる物語になっている。武田はこれを『「原」源氏物語』であるとしている。
- 紫上系の巻で起こった出来事は玉鬘系の巻に反映されているが、逆に、玉鬘系の巻で起こった出来事は紫上系の巻には反映されていない。
- 玉鬘系の巻には紫上系の巻とは時間的に重なる描写がしばしばある。
- 源氏物語第一部の登場人物は、紫上系の登場人物と玉鬘系の登場人物に明確に分けることができ、紫上系の登場人物は、紫上系・玉鬘系のどちらの巻にも登場しているのに対して、玉鬘系の登場人物は玉鬘系の巻にだけ登場している。
- 光源氏や紫上といった両系に登場する主要人物の呼称が紫上系の巻と玉鬘系の巻では異なっている。
- 紫上系の巻では光源氏と関係を持つのは紫の上・藤壺・六条御息所といった身分の高い「上の品」の女性たちであるのに対して、玉鬘系の巻では光源氏と関係を持つのは空蝉・夕顔・玉鬘といった上の品より身分の低い「中の品」の女性たちである、というようなはっきりした違いがある。
- 桐壺巻と帚木巻、夕顔巻と若紫巻など、紫上系の巻から玉鬘系の巻に切り替わる部分や、逆に、玉鬘系の巻から紫上系の巻に切り替わる部分の描写には不自然な点が多い。
- 紫上系の巻の文体や筆致等は素朴であるが、玉鬘系の巻の描写には深みがある。これは紫上系よりも玉鬘系の方が後の時期に書かれていて作者の精神的成長を反映しているからとすれば説明がつく。

といったさまざまな理由から、『源氏物語』第一部はまず紫上系の巻が執筆されて、その後に玉鬘系の巻が一括して挿入されたものであるとした。

#### 武田説以後の諸説
風巻景次郎は、現在の『源氏物語』には存在しない「輝く日の宮の巻」と「桜人の巻」の存在を想定し、それによって武田説に存在した「並びの巻」と「玉鬘系」の「ずれ」を解消し、「並びの巻が玉鬘系そのものであり、後記挿入されたものである」とした。
丸谷才一は大野晋との対談で、この説をさらに深め（1）b系は、空蝉、夕顔、末摘花、玉鬘を中心に源氏の恋の失敗を描いた帖であることが共通していること、（2）筆がa系よりもこなれており、叙述に深みがあることなどの点から、a系第一部の評価が高くなったのちに、今度は御伽噺の主人公のように完璧な光源氏（実際にa系の源氏はそう描かれている）の人間味を描くために書かれたのがb系ではないかと述べている。またb系には、のちに「雨夜の品定め」と呼ばれる女性論や、「日本紀などはただかたそばぞかし」と源氏に語らせた物語論もあり、独自の見解を提唱している。
斎藤正昭は、玉鬘系の巻々のうち玉鬘十帖などは紫の上系の巻々よりあとに書かれたが、帚木三帖は逆に紫の上系の巻々より前に書かれたとした。玉鬘系の巻々がいくつかに分割して挿入されたとする説には、このほかに、伊藤博による帚木三帖と末摘花を葵帖着筆前の挿入、蓬生および関屋を少女巻執筆後の後記挿入とする説などがある。
このほかにも、武田説が出てからはさまざまな論点から、武田説と同様に『源氏物語』が現行の巻の並び通りに執筆・成立されたのではないとする学説が続出した。

#### 武田説批判
武田説については、このように大きな影響力を持ち、多くの賛同者を得た一方で激しい批判も数多く受けた。批判を行った点は論者によってさまざまに異なるが、そのおもなものを挙げる。
- 源氏物語には「本伝」と呼ぶべき部分と「外伝」と呼ぶべき部分が存在することは確かであるが、あくまで構想論上の問題として考えるべきものであって、成立論の問題として考えるべきではないとするもの[85]。
- 武田説は近代的な合理主義を前提として議論を進めているが、そのような合理主義が源氏物語が成立した当時に通用するとは限らないとするもの[86]。
- 「葵」巻の中に末摘花のことを指しているとされる一節があるなど、玉鬘系の人物が紫上系の巻に現れるといった点などの武田説の主張の根拠の事実認識に誤りがあるとするもの[87][88][89]。
- 「玉鬘系の主要人物が紫上系に登場しないこと」などは構想論上の要請に基づくものとして説明できるとするもの[90]。
- 根拠に描写がこなれているとか不自然であるとかいった主観的なものについては学問的に検証できるものではなく、武田論文においても具体的な検証は何も行われていないとするもの。
- 『源氏物語』がどのような経過で成立したのかを根拠づける外部資料は少なくとも今のところ存在せず、『更級日記』などの記述をみても、成立してほどない時期から、『源氏物語』は今のような五十四帖すべてが完成した形で読まれてきたと考えられることから、たとえ『源氏物語』の成立過程がどのようなものであるにせよ、『源氏物語』の研究・鑑賞は五十四帖すべてが完成した形での『源氏物語』に対して行われるべきである。『源氏物語』に、一見すると欠落している部分が存在するようにみえるのは、武田説が主張するような複雑な成立の経緯が存在するために起きた現象なのではなく、物語の中に、意図的に「描かれていない部分」を設けることによって、すべてを具体的に描くより豊かな世界を構成しようとする構想上の理由が原因であるとするもの[91]。
- 成立論と構想論が明確に区別されず、混じり合って議論されていることを批判するもの[92]。
- 紫上系と玉鬘系の間に質的な違いが存在することを認めつつも、そこから何らの証拠もないままで成立論に向かうのは「気ままな空想」にすぎないとするもの[93]。

#### その他の説
原『源氏物語』短編説
原『源氏物語』は、「若紫」「蛍」程度の短編であるとの説。和辻哲郎による。
後挿入説
一部の帖があとから挿入されたという説。「桐壺」1帖（室町時代の『源氏物語聞書』、与謝野晶子の説）、「帚木」「空蝉」「夕顔」3帖（風巻景次郎の説）など。
池田亀鑑の説
『源氏物語』は長編的な性格を持った巻々と短編的な性格を持った巻々から構成されており、長編的な性格を持った巻々は今並べられている順序で執筆されたと考えられるが、短編的性格を持った巻々は長編的な性格を持った巻々が一区切りついたところで、またはそれらと並行して書かれ、長編的な性格を持った巻々の間にあとから挿入されたと考えられる。

### 第3部と宇治十帖

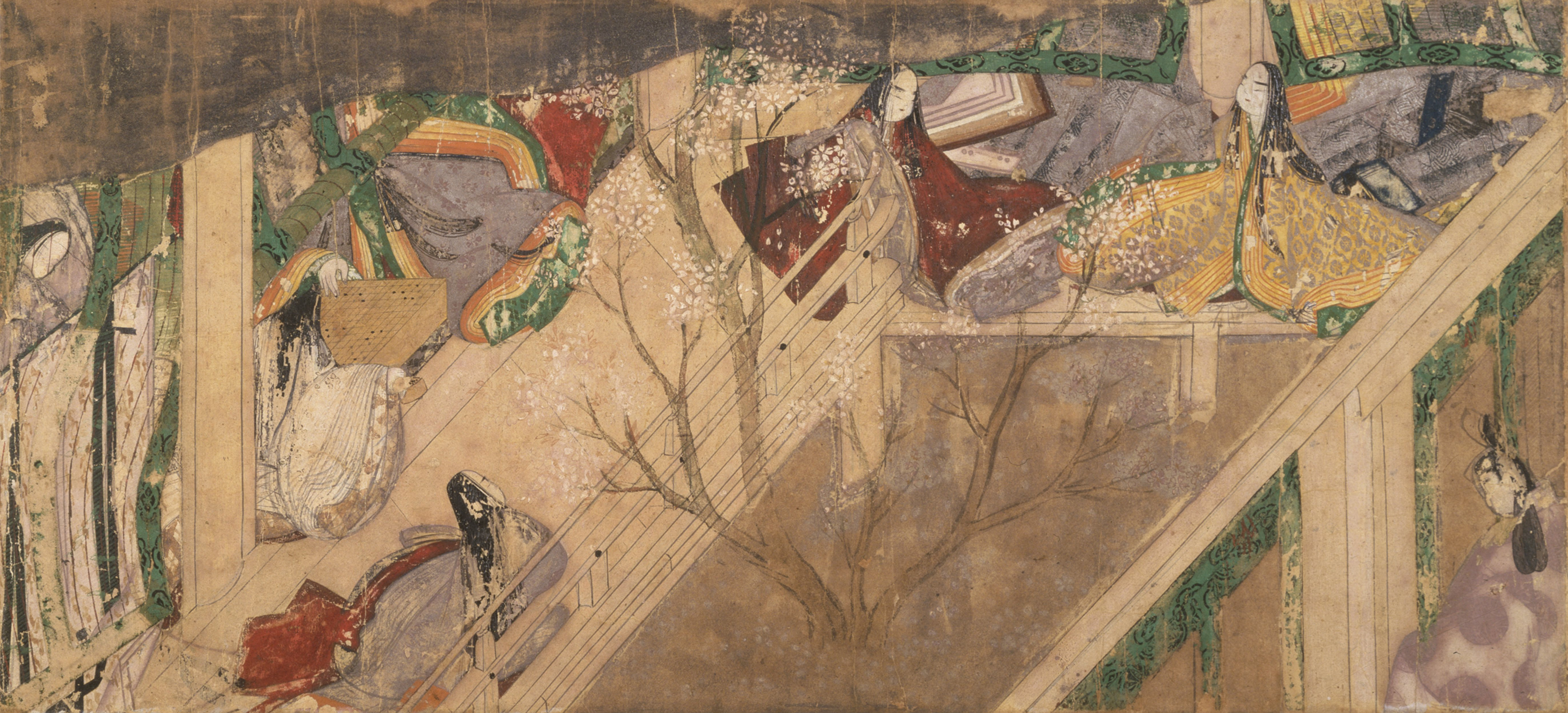
徳川美術館所蔵 国宝「源氏物語絵巻」より「竹河（二）」。『源氏物語』第44帖「竹河」より。玉鬘邸にて、壺前栽の桜を賭けて玉鬘の姉妹(大君・中君)が碁で勝負する様子を、大君を慕う蔵人少将(右端)がのぞき見している場面。

「匂宮」巻以降は、源氏の亡きあと、光源氏・頭中将の子孫たちのその後を記す。特に、最後の10帖は「宇治十帖」と呼ばれ、京と宇治を舞台に、薫の君・匂宮の2人の男君と宇治の三姉妹の恋愛模様を主軸にした仏教思想の漂う内容となっている。
第3部および宇治十帖については他作説が多い。おもなものを整理すると以下のとおりとなる。
- 「匂宮」「紅梅」「竹河」は宇治十帖とともに後人の作を補入したものであるとの小林栄子による説。
- 宇治十帖は大弐三位（紫式部の娘賢子）の作であるとする説。一条兼良の『花鳥余情』、一条冬良の『世諺問答』などによる。また、与謝野晶子は「若菜」以降の全巻が大弐三位の作であるとした。
- 別人の作説 - 安本美典 文部省（現・文部科学省）の統計数理研究所（「雲隠」までと宇治十帖の名詞と助動詞の使用頻度が明らかに異なるという研究結果による）[59]

通説では、第3部はおそらく式部の作（第2部執筆以降かなり長期間の休止を置いたためか、用語や雰囲気が相当に異なっているが、それをもって必ずしも他人の作とまでいうことはできない）というものである。また、研究者の間では、通説においても、「紅梅」「竹河」はおそらく別人の作であるとされる（「竹河」については武田宗俊、与謝野晶子の説でもある）。

### 主要テーマ（主題）の諸説
「源氏物語の主題が何であるのか」については古くからさまざまに論じられてきたが、『源氏物語』全体を一言でいい表すような「主題」については、「もののあはれ」論がその位置にもっとも近いとはいえるものの、いまだに広く承認された決定的な見解は存在しない。古注釈の時代には「天台60巻になぞらえた」とか「一心三観の理を述べた」といった仏教的観点から説明を試みたものや、『春秋』『荘子』『史記』といったさまざまな中国の古典籍に由来を求めた儒教的・道教的な説明も多くあり、当時としては主流にある見解といえた。『源氏物語』自体の中に儒教や仏教の思想が影響していることは事実としても、当時の解釈はそれらを教化の手段として用いるためという傾向が強く、物語そのものから出た解釈とはいいがたいこともあって、後述の「もののあはれ」論の登場以後は衰えることになった。
これに対し、本居宣長は『源氏物語玉の小櫛』 において、『源氏物語』を「外来の理論」である儒教や仏教に頼って解釈するべきではなく、『源氏物語』そのものから導き出されるべきであるとし、その成果として、「もののあはれ」論を主張した。この理論は源氏物語全体を一言でいい表すような「主題」としてもっとも広く受け入れられることになった。その後、明治時代に入ってから藤岡作太郎による「源氏物語の本旨は婦人の評論にある」といった理論が現れた。
明治時代以後、坪内逍遥によって『小説神髄』が著されるなどして西洋の文学理論が導入されるにともない、さまざまな試みがなされ、中には、部分的にはそれなりの成果を上げたものもあったものの、
- そもそも、『源氏物語』に西洋の文学理論でいうところの「テーマ」が存在するのか
- 『源氏物語』に対して西洋の文学理論を適用すること、およびそれに基づく分析手法を用いた結果導き出された「テーマ」に意味があるのか

といった前提が問い直されていることも多く、それぞれがそれぞれの関心に基づいて論じているという状況である。『源氏物語』全体を一言で表すような主題を求める努力は続けられており、三谷邦明による反万世一系論や、鈴木日出男による源氏物語虚構論などのような一定の評価を受けた業績も現れてはいるものの、一方で、『源氏物語』には西洋の文学理論でいうところの「テーマ」は存在しないとする見解も存在するなど広く合意された結論が出たとはいえない状況である。『源氏物語』の、それぞれの部分についての研究がより精緻になるにしたがって、『源氏物語』全体に一貫した主題をみつけることは困難になり、「読者それぞれに主題と考えるものが存在することになる」という状況になる。1998年（平成10年）から1999年（平成11年）にかけて風間書房から出版された『源氏物語研究集成』では、全15巻のうち冒頭の2巻を「源氏物語の主題」にあて、計17編の論文を収録しているが、『源氏物語』全体の主題について直接論じたものはなく、すべて「桐壺巻の主題」「『帚木』三帖の主題」「須磨・明石巻の主題」「玉鬘十帖の主題」「藤壺物語主題論」「紫上物語の主題」「六条御息所物語の主題」「若菜上・下巻の主題と方法」「明石君物語の主題」「御法・幻巻の主題」「柏木物語の主題」「夕霧物語の主題」「大君物語」「宇治十帖における薫の主題」「浮舟物語の主題」「宇治の物語の主題」といった形で特定の巻または「○○物語」といった形でまとまって扱われることの多い、関連を持った一群の巻々についての主題を論じたものばかりである。

#### 藤原氏と源氏
『源氏物語』は、なぜ藤原氏全盛の時代に、かつて藤原一族が安和の変で失脚させた源氏を主人公にし、源氏が恋愛に常に勝ち、源氏の帝位継承をテーマとして描いたのか。初めてこの問いかけを行った藤岡作太郎は、「源氏物語の本旨は、婦人の評論にある」とした論の中で、政治向きに無知・無関心な女性だからこそこのような反藤原氏的な作品を書くことができ、周囲からもそのことを問題にはされなかったのだとした。一方、池田亀鑑は、藤原氏の全盛時代という現実世界の中で生きながらも高邁な精神を持ち続けた作者紫式部が理想を追い求めた世界観の表れがこの『源氏物語』という作品であるとしている。この問題を取り上げた中には、
- 『源氏物語』を著したのは藤原氏の紫式部ではなく多数の作者らであるとする、推理作家である藤本泉の説
- 恨みをはらんで失脚していった源氏の怨霊を静めるためであるという『逆説の日本史』などで論じた井沢元彦の説[111]

といった説も存在する。もっとも、このような見解については『源氏物語』成立の背景に以下のような理由を挙げている大野晋の見解のように、氏族として藤原氏と源氏が対立しているとはいえず、仮にそのようなものがあったとしても、個人的な対立関係の範疇を超えないとして、問いかけの前提の認識に問題があるとする見方もある。
- この物語の作者である紫式部は、父・藤原為時が源師房の父具平親王と親しく、一時期、家司をつとめていたこともあるとみられるなど、藤原氏の中でも源氏と近い立場にあること。
- 藤原道長はその甥藤原伊周との対立など藤原氏一族の内部での激しい権力闘争を行う一方、以下のように源氏一族とは縁戚関係の構築に積極的であり、源氏との対立関係にあるとはいいがたいこと。
  - 藤原道長の正妻が源倫子である（道長はそのほかにも源明子も妻にしている）。
  - 道長の息子・藤原頼通の正室・隆姫女王の弟であった源師房が、頼通の猶子（『小右記』には「異姓の養子」と表記）になり、道長の娘婿ともなり、藤原摂関家ともっとも密接な関係を築き上げたことにより、源氏長者の地位に就き、公家源氏である村上源氏の祖となった。

また、より積極的に、上記のような事実関係を前提にして「『源氏物語』は紫式部が父の藤原為時とともに具平親王の元にいた時期に書き始められた」とする見解もある。

## 本文

### 概要
写本については池田亀鑑の説では以下の3種類に分けられるとされる。ただし、その後もこの分類について妥当か研究されている。詳しくは源氏物語の写本を参照。
青表紙本系（定家本）
藤原定家が校合したもの。その表紙が青かったことからこう呼ばれる。定家の直筆『定家本』5帖を含む。一般的にはもっとも紫式部の書いたものに近いとされている。おもな写本として藤原定家自筆本、明融本、大島本、三条西家本、池田本、肖柏本、榊原家本、横山本、大正大学本、東久邇宮家旧蔵本、吉川本、國學院大學本、中院文庫本、早稲田大学本などがある。
河内本系
大監物 源光行、親行の親子が校合したもの。2人とも河内守を経験したことがあることからこう呼ばれる。表題は『光源氏』となっているものも多い。おもな写本として尾州家本、御物本、七毫源氏、天理河内本、大島河内本、平瀬本、鳳来寺本、中山本、吉川本などがある。
河内本から派生した系列として花山院長親が整えた「耕雲本」と呼ばれるものがあり、これに属する写本として高松宮家本、金子本、曼殊院本などがある。
別本
「青表紙本系」および「河内本系」のどちらでもないもの。特定の系統を示すものではない。多くは「青表紙本系」と「河内本系」が混合し崩れた本文であると考えられているが、藤原定家らによって整理される以前の形態を残すものも「古伝本系別本」として別本の中に含まれており、それには従一位麗子本、陽明文庫本、保坂本、国冬本、御物本、阿里莫本、麦生本、飯島本、大沢本、中京大学本、東京大学本、言経本、橋本本、ハーバード大学本、伏見天皇本、角屋本などがある。
ただし、流通しているものは混合している。
近世以前に印刷されたものはほとんど仏典に限られ、そうでないものは写本によって流通していた。筆写の際に文の追加・改訂が行われ、書き間違いや錯簡も多く、鎌倉時代には21種の版があったとされる。そこで、藤原定家がそれらを原典に近い形に戻そうとして整理したものが「青表紙本」系の写本である。その写本も定家自筆のものは4帖しか現存せず、それ以降も異本が増え、室町時代には百数十種類にも及んだ。
16世紀末に活字印刷技法が日本に伝えられ、のち、慶長年間になってはじめて『源氏物語』の古活字版（大字10行本）が刊行された。現在、竜門文庫、実践女子大学図書館、国立国会図書館にその所蔵が知られている。
参考
- 『源氏物語』とその前後
- 古典文学作品では何をもって「オリジナル」と考えるべきか?

### 本文の伝承の始まり
紫式部の書いた『源氏物語』の原本は現存していない。また、『紫式部日記』の記述によれば、紫式部の書いた原本をもとに当時の能書家によって清書された本があるはずであるが、これらもまた現存するものはない。『紫式部日記』の記述によると、そもそも、作者の自筆の原本の段階で草稿本、清書本など複数の系統の本が存在し、作者の手元にあった草稿本を道長が勝手に持ち出すといった意図しないケースを含めてそれぞれが外部に流出するなど、『源氏物語』の本文は当初から非常に複雑な伝幡経路をたどっていたことが分かる。確実に平安時代に作成されたと判断できる写本は現在のところひとつも見つかっておらず、この時期の写本を元に作成されたとみられる写本も非常に数が限られている。このため、現在ある諸写本を調べていけば何らかのひとつの本文にたどり着くのかどうかさえ議論に決着がつかない状態である。そのため、現在では紫式部が書いた原本の復元はほぼ不可能であると考えられている。
平安時代末期に成立したとみられる『源氏物語絵巻』には、絵に添えられた詞書として『源氏物語』の本文とみられるものが記されており、その中には、現在知られている『源氏物語』の本文と大筋で同じながら、現在発見されているどの写本にもみられない本文が含まれている。この本文は現在確認されている限りでもっとも古い時代に記された『源氏物語』の本文ということになるが、「絵巻の詞書」というその性質上、もともとの本文の要約である可能性などもあるため、本来の『源氏物語』本文をどの程度忠実に写し取っているのか分からないとして、本文研究の資料としては使用できないとされている。
『源氏物語』は完成直後から広く普及し多くの写本が作られたとみられる。鎌倉時代以降の『源氏物語』が古典として重要な教養の源泉であるとされた以後の時代に作成された写本は、証本となしうる信頼できる写本を元に注意深く写しとって、きちんと校合などもしたうえで完成させることが一般的であった。しかしそれ以前、平安時代には『源氏物語』などの物語は広く普及し多くの写本が作られており、その中には従一位麗子本などの身分の高い人物が自ら作ったとみられる写本もあったが、物語という作品の位置づけが「絵空事」「女子どもの手慰み」といったものであり、勅撰集など公的な位置づけを持った歌集はもちろん、そうでない私的な歌集などと比べてもきわめて低いものであった。そのため、当時は筆写の際には文の追加・改訂を自由に行うことがごく普通であったとみられる。さらに作者の紫式部が受領階級の娘であり妻であって当時の身分・階級制度の中ではあまり地位が高くはなかったことも、本文を忠実に写し取って伝えていこうとする動機を欠く要因になった、とする意見も学者の中には多い。
平安時代中期に書かれた『更級日記』の中には、作者の菅原孝標女が『源氏物語』の一部分だけを読む機会があり、その最初からすべてを読みたいと願ったという記述がみられる。このように、『源氏物語』のような大部の書物は必ずしもその全体が揃って流通しているのではなかったようである。写本による流通が主であった時代には、大部の書物の場合にはその中から自分が残したい、あるいは他人に読ませたいと考えた部分だけを書き写すといった形で流通することも少なくなかったと考えられる。このような事情により、平安時代末期から鎌倉時代初期にかけての頃には既に、『源氏物語』の写本は多く存在していてもその内容は家々が保有する写本ごとに異なっていて元の形が分からないという状況になっていた。

### 「青表紙本」と「河内本」の成立
『源氏物語』が単なる「女子どもの手慰み」という位置づけから、『古今和歌集』などと並んで重要な教養（歌作り）の源泉として古典・聖典化していった平安時代末期から鎌倉時代初期にかけて、『源氏物語』の本文について2つの大きな動きが起こった。ひとつは藤原定家によるもので、その成果が「青表紙本」系本文であり、もうひとつが河内学派によるものでその成果が「河内本」系の本文である。これ以後20世紀末ごろから「別本」系本文の再評価が始まるまでの長い間、『源氏物語』の本文についてはこの2つの本文をめぐって動くことになる。
両者の作業はいずれも乱れた状況にあった『源氏物語』の本文を正そうとするものであったが、その結果は若干異なったものとなった。現在ある「青表紙本」と「河内本」の本文を比べると、「青表紙本」の方では意味が通らない多くの箇所で「河内本」をみると意味が通るような本文になっていることが多い。これは、「河内本」が意味の通りにくい本文に積極的に手を加えて意味が通るようにする方針で校訂されたのに対して、「青表紙本」では意味の通らない本文も可能な限りそのまま残すという方針で校訂されたためだと考えられている。このことは、藤原定家と源光行らがともにほぼ同じ資料を前にして、当時の本文の状況を「さまざまに異なった本文が存在し、その中のどれが正しいのかわからない」と認識していたにもかかわらず、定家は「その疑問を解決することはできなかった」という意味のことを述べ、源光行は「さまざまな調査の結果疑問をすっきりと解決することができた」という意味のことを述べるという正反対の結論に達していることともよく対応していると考えられてきた。定家の作り上げた「青表紙本」系統の本文が本当に元の本文に手を加えていないかどうかについては、近年になって、定家の『土佐日記』などほかの古典の写本作成に対する態度を詳細に調査することによって、ある場合には積極的に本文に手を加えることもあるということが明らかになってきたため、再検討の必要が唱えられている。

### 室町時代・江戸時代
この2系統の本文のうち、鎌倉時代には「河内本」が圧倒的に優勢な状況であり、今川了俊などは「青表紙本は絶えてしまった」と述べていたほどであった。そのもっとも大きな原因は、話の筋や登場人物の心情を理解するためにはそれ自体として意味のくみとれなかったり、前後の記述に矛盾のある（ようにみえる）箇所を含んでいる「青表紙本」よりも、そのような矛盾を含んでいない（ようにみえる）「河内本」のほうが使いやすかったりしたからであると考えられている。それでも、室町時代半ばごろから藤原定家の流れを汲む三条西家の活動により、古い時代の本文により忠実だとされる「青表紙本」が優勢になり、逆に「河内本」の方が消えてしまったかのような状況になった。三条西家系統の「青表紙本」は、純粋な「青表紙本」と比べると「河内本」などからの混入がみられる本文であった。
その後、江戸時代に入ると版本による『源氏物語』の刊行が始まり、裕福な庶民にまで広く『源氏物語』が行き渡るようになってきた。「慶長古活字版」「伝嵯峨本」や「元和本」のような無印源氏・素源氏と呼ばれるようなものからはじまり、「絵入源氏物語」「首書源氏物語」「源氏物語湖月抄」と次々と出版されていった版本の本文は、当時、もっとも有力であった広い意味での「青表紙本」系統の三条西家系統の本文に、さらに「河内本」や「別本」からの混入がみられる本文であった。写本や版本によって本文が異なることはこの時代すでに知られており、本居宣長などもその点についての指摘を行ったこともあるが、本格的な本文研究に進むことはなかった。この時代、良質な写本の多くは大名や公家、神社仏閣などに秘蔵されており、どこがどのような写本を所蔵しているのかということすらほとんどの場合明らかではなかったため、複数の写本を実際に手にとって具体的に比較することは事実上不可能であった。源氏物語への評価としては、源氏物語によって朝廷が軟弱化して衰微したとして源氏物語を非難する天皇（後光明天皇）が現れた。
なお、江戸時代における『源氏物語』の普及には、ダイジェスト版ともいうべき各種版本（『源氏小鏡』（3巻、1657年）、『十帖源氏』（10巻、1661年）、『おさな源氏』（10巻、1666年）、『源氏物語忍草』（10巻、1688年））も貢献していたと考えられる。

### 明治時代以後
明治時代に入ると、活字による印刷本文の発行が始まった。当初は江戸時代に発行された刊本をそのまま活字化するだけであったが、次第に、より古く、より原本に近いと考えられる本文を求めるようになり、「首書源氏物語」の本文と「源氏物語湖月抄」の本文とではどちらが優れているのかといった議論を経て、1914年（大正3年）に『首書源氏物語』を底本にした校訂本である『源氏物語』が有朋堂文庫から出版され、広く普及した。やがて、明治末年ごろから学問的な本文研究の努力が本格的に始まった。多くの学者の努力によって、「大島本」などの「青表紙」系統の写本や、当時はすでに失われてしまったと考えられていた「河内本」系統の写本など多くの古写本が発見され、学問的な比較作業が行われた。その結果は池田亀鑑により『校異源氏物語』および『源氏物語大成 校異編』に結実した。
池田は集められた多くの写本を「青表紙本系」と「河内本系」の2つに分け、それに属さない写本を「別本」として1つにまとめ、3種類の系統に分けた。古注の中などで言及されており、言葉だけは広く知られていた「青表紙本」と呼ばれる写本のグループと、「河内本」と呼ばれる写本のグループが本当に存在することはこの時代になって初めて明らかになったということができる。この3分類法はいろいろな別の分野での研究結果とも一致すると考えられたこともあって、説得力のある見解として広く受け入れられるようになった。池田は、それぞれの写本をどの分類に入れるかを決めるにあたっては、それぞれの写本の奥書（その写本がどのような写本からいつ誰によってどのように写されたのかといったことを記してある部分）の内容など、それぞれの写本の外形的なものを重視した。
このような歴史的経緯や写本を外形的な特徴に基づいて分類することが、本文そのものの内容の分類として正しい、妥当なものであるのかどうか、そもそも「青表紙本」や「河内本」が成立したのは事実であるとしても、本文の系統としてそのような区分を立てることが妥当なのかどうかについての検討をすることもなかった点には注意を払う必要がある。
このように、その後の研究によって、この3分類法はいろいろと問題点も指摘されるようになってはいるが、現時点でも一応は有効なものとされている。
これらの3分類を見直すべきだとする見解としては、阿部秋生による「奥書に基づいて写本を青表紙本、河内本などと分類することが妥当なのかどうかは、本文そのものを比較しそういう本文群が存在することが明らかになったあとで初めていえることであって、その手続きを経ることなく奥書に基づいて写本を分類することは、本文そのものを比較するための作業の前段階の仮の作業以上の意味を持ち得ない」、あるいは、「もし、青表紙本がそれ以前に存在したどれかひとつの本文を忠実に伝えたのであれば、河内本が新しく作られた混成本文であるのに対し、青表紙本とは別本の中のひとつであり、源氏物語の本文系統は、青表紙本・河内本・別本の3分類で考えるべきではなく、別本と河内本の2分類で考えるべきである」といったものがある。

### 実際の写本
古い時代に作られて現在まで伝わっている実際の写本は、できあがった写本の完成当時の姿がそのまま伝えられていることは少なく、一部が欠けてしまったり、その欠けた部分を補うために別の写本と組み合わせたり、別系統の本文を持った写本と校合されたりしていることも少なくない。このような状態の写本を元にしてそのまま写した写本を作成したために、最初の完成時点ですでに本文が巻ごとに異なった系統のものになったとみられる写本も存在する。
たとえば、「青表紙本」系統の写本の中ではもっとも良質な本文であるとされて、現在多くの校訂本の底本に採用されている飛鳥井雅康筆の「大島本」の場合ですらも、「浮舟」を欠いた53帖しか現存しておらず、「初音」帖はほかの部分と同じ飛鳥井雅康の筆でありながら、本文自体は「青表紙本」系統の本文ではなく「別本」系統の本文であり、「桐壺」と「夢浮橋」は後世の別人の筆である。また、ほぼ全巻にわたって数多くの補筆や訂正の跡がみられるが、その内容は「河内本」系統の写本に基づくとみられるものが多い。

### 校訂本
前半は、本文校訂のみに特化し校異を掲げた文献。ほかにも、主要な写本については個別に翻刻したものが出版されている。
- 『校異源氏物語』（全4巻）池田亀鑑（中央公論社、1942年（昭和17年））
- 『源氏物語大成』（校異編）池田亀鑑（中央公論社、1953年（昭和28年）- 1956年（昭和31年））、度々新版
- 『河内本源氏物語校異集成』加藤洋介編（風間書房、2001年（平成13年））ISBN 4-7599-1260-6
- 『源氏物語別本集成』（全15巻）伊井春樹他・源氏物語別本集成刊行会（おうふう、1989年（平成元年）3月 - 2002年（平成14年）10月）
- 『源氏物語別本集成 続』（全15巻予定だが、7巻目で中絶）伊井春樹他・源氏物語別本集成刊行会（おうふう、2005年（平成17年） - 2010年（平成22年））

以下の出版は、注釈・解説をつけた刊行で多くは校訂本も兼ね、現代語訳と対照になっているものもある。注釈などの内容を簡略化した軽装版や文庫版が一部の出版社で刊行している。
これらはすべて、青表紙本系の写本を底本にしており、特に三条西家本を底本にしており、（旧）日本古典文学大系本（軽装版が（旧）岩波文庫）を除き、基本的に大島本を底本にしている。
- 『源氏物語』日本古典全書（全7巻）池田亀鑑（朝日新聞社、1946年（昭和21年） - 1955年（昭和30年））
- 『源氏物語』日本古典文学大系（全5巻）山岸徳平（岩波書店、1958年（昭和33年） - 1963年（昭和38年））、のち（旧）岩波文庫（全6巻）
- 『源氏物語評釈』（全12巻別巻2巻）玉上琢弥（角川書店、1964年（昭和39年） - 1969年（昭和44年））
  - 『源氏物語 付現代語訳』角川文庫（全10巻）（1964年（昭和39年） - 1975年（昭和50年））。軽装版
- 『源氏物語』日本古典文学全集（全6巻）阿部秋生ほか（小学館、1970年（昭和45年） - 1976年（昭和51年））
  - 『源氏物語』完訳日本の古典（全10巻）阿部秋生ほか（小学館、1983年（昭和58年） - 1988年（昭和63年））。改訂版
  - 『源氏物語』新編日本古典文学全集（全6巻）（小学館、1994年（平成6年） - 1998年（平成10年））。軽装版
- 『源氏物語』新潮日本古典集成（全8巻）石田穣二ほか（新潮社、1976年（昭和51年） - 1980年（昭和55年）、新装版2014年）
- 『源氏物語』新日本古典文学大系（全5巻・別巻1）室伏信助ほか（岩波書店、1993年（平成5年） - 1997年（平成9年）、別巻は1999年2月）
  - 『源氏物語』岩波文庫（全9巻）（2017年（平成29年）7月 - 2021年（令和3年）9月）。改訂版
- 『正訳 源氏物語 本文対照』勉誠出版（全10巻）中野幸一訳（2015年（平成27年） - 2017年（平成29年））

## 登場人物
『源氏物語』の登場人物は膨大な数に上るため、ここでは主要な人物のみを挙げる。
『源氏物語』の登場人物の中で本名が明らかなのは光源氏の家来である藤原惟光と源良清くらいであり、光源氏をはじめとして大部分の登場人物は「呼び名」しか明らかではない。また、『源氏物語』の登場人物の表記には、もともと作中に出てくるものと、直接作中には出てこず、『源氏物語』が受容されていく中で生まれてきた呼び名の2通りが存在する。作中での人物表記は当時の実際の社会の習慣に沿ったものであるとみられ、人物をその官職や居住地などのゆかりのある場所の名前で呼んだり、「一の宮」や「三の女宮」あるいは「大君」や「小」君といった一般的な尊称や敬称で呼んだりしていることが多いため、状況から誰のことを指しているのか判断しなければならない場合も多い。また、同じひとりの人物が巻によって、場合によっては一つの巻の中でもさまざまな異なる呼び方をされることがあり、逆に、同じ表現で表される人物が出てくる場所によって別の人物を指していることも数多くあることには注意を必要とする。

『源氏物語』とは一世源氏が藤原氏に関わりながら展開していく。女性の主人公とも言える藤壺や紫の上、そして嘲笑の対象として描かれている末摘花の姿と意識も、一世源氏、または皇族の出身として造型されている。
光源氏
第1部・第2部の主人公。桐壺帝と桐壺更衣の子で桐壺帝第二皇子。親王にならず臣籍降下して源姓を賜る。いったん須磨に蟄居するが、のち復帰し、さらに准太上天皇に上げられ、六条院と称せられる。原文では「君」「院」と呼ばれる。正妻は葵の上、女三宮、正妻格に紫の上。子は、夕霧（母は葵の上）、冷泉帝（母は藤壺中宮(薄雲女院)、表向きは桐壺帝の第十皇子）、明石中宮（今上帝の中宮。母は明石の御方）。ほか養女に秋好中宮（梅壺の女御）（六条御息所の子）と玉鬘（内大臣と夕顔の子）、表向き子とされる薫（柏木と女三宮の子）がいる。
桐壺帝
光源氏の父。子に源氏のほか、朱雀帝（のち朱雀院）、蛍兵部卿宮、八の宮などが作中に出る。末子とされる冷泉帝は、桐壺帝の実子でなく、源氏の子。
桐壺更衣
桐壺帝の更衣。父は大納言であったが、入内前に他界。寵愛は深かったが、弘徽殿女御をはじめとする后妃たちからのいじめに遭い、心労の末、源氏が3歳のとき夭逝する。
没後、三位の位を賜る。
藤壺(薄雲女院)
桐壺帝の先帝の内親王。桐壺更衣に瓜二つであり、そのため更衣の死後後宮に上げられる。源氏と密通して冷泉帝を産む。　後に女院となる。
葵の上
左大臣の娘で、源氏の最初の正妻。源氏より四歳ほど年上。母大宮は桐壺帝の姉妹であり、源氏とは従兄妹同士となる。夫婦仲は長らくうまくいかなかったが、懐妊し、夕霧を生んでまもなく六条御息所との車争いにより怨まれ、生霊によって取り殺される。
頭中将/内大臣
左大臣の子で、葵の上の同腹の兄。源氏の友人でありライバル。恋愛・昇進などで常に源氏に先んじられる。子に柏木、雲居雁（夕霧夫人）、弘徽殿女御（冷泉帝の女御）、玉鬘（夕顔の子、髭黒大将夫人）、近江の君など。主要登場人物で唯一一貫した呼び名のない人物。
六条御息所
桐壺帝の前東宮（桐壺帝の兄）の御息所。源氏の愛人。源氏への愛着が深く、その冷淡を怨んで葵の上を取り殺すに至る。夕顔のことも生き霊となって取り殺したという説もある。前東宮との間の娘は伊勢斎宮、のちに源氏の養女となって冷泉帝の後宮に入り、秋好中宮となる。源氏は御息所の死後、その屋敷を改築し壮大な邸宅を築いた（六条院の名はここから）。
紫の上
藤壺中宮の姪、兵部卿宮の娘。幼少のころに源氏に見出されて養育され、葵の上亡きあと、事実上の正妻となる。源氏との間に子がなく、明石中宮を養女とする。晩年は女三宮の降嫁により源氏とやや疎遠になり、無常を感じる。
明石の御方
明石の入道と明石尼君の娘。源氏が不遇時にその愛人となり、明石中宮を生む。不本意ながら娘を紫の上の養女とするが、入内後再び対面し、以後その後見となる。
末摘花
常陸宮の娘。大輔の命婦の手引きで源氏の愛人となるが、ひどく痩せていて鼻が象のように長く、鼻先が赤い醜女。皇女であるが作品中もっとも醜く描かれている。
空蝉
故・衛門督の娘。亡き父が入内を望んでいたが、父の死でその夢は絶たれる。のちに夫となる伊予介（のちに常陸介）から何かと任国からの食料を送られるなどの援助を受けながら弟・小君とひっそり暮らしていたが、自邸に盗賊が押し入り、伊予介が助けに入ったことがきっかけで結婚。小君とともに、伊予介の屋敷で暮らすことに。
方違えで訪れた源氏と一夜をともにするが、自分が人妻であることを考え、源氏を遠ざける。関屋では、逢坂関にて源氏の一行とすれ違い、文を交わす場面がある。その後、常陸介に先立たれ出家。のちに二条東院に引き取られて源氏の庇護を受ける。
女三の宮
朱雀院の第三皇女で、源氏の姪にあたる。藤壺中宮の姪であり、朱雀院が出家する際、母もなく後見人がいない事を心配して源氏の40歳頃に降嫁し2番目の正妻となる。笛の名人の若き柏木と通じ、薫を生み出家するが、あまり髪を尊らず、服装もあまり変化なく、およそ尼らしくない尼であった。
柏木
内大臣の長男。女三宮を望んだが果たせず、降嫁後六条院で女三宮と通じる。のち露見して、源氏の怒りを買い、それを気に病んで病死する。
夕霧
源氏の長男。母は葵の上。母の死後しばらくその実家で養育されたのち、源氏の六条院に引き取られて花散里に養育される。2歳年上の従姉である内大臣の娘・雲居雁と幼少のころ恋をし、のち夫人とする。柏木の死後、その遺妻・朱雀院の女二宮（落葉の宮）に恋をし、強いて妻とする。
薫
第3部の主人公。源氏（真実には柏木）と女三宮の子。生まれつき体からよい薫がするため、そうあだ名される。宇治の八の宮の長女大君、その死後は妹中君や浮舟を相手に恋愛遍歴を重ねる。
匂宮
今上帝と明石中宮の子。第三皇子という立場から、放埓な生活を送る。薫に対抗心を燃やし、焚き物に凝ったため匂宮と呼ばれる。宇治の八の宮の中君を周囲の反対を押し切り妻にするが、その異母妹・浮舟にも関心を示し、薫の執心を知りながら奪う。
浮舟
八の宮が女房に生ませた娘。母が結婚し、養父とともに下った常陸で育つ。薫と匂宮の板ばさみになり、苦悩して入水するが横川の僧都に助けられる。その後、出家した。

## 影響・受容史
中古期における『源氏物語』の影響は2期に大別することができる。第1期は院政期初頭まで、第2期は院政期歌壇の成立から新古今集撰進までである。
第1期においては、『源氏物語』は面白い小説として上流下流を問わず貴族社会で広く読まれた。当時の一般的な上流貴族の姫君の夢は、後宮に入り帝の寵愛を受け皇后の位に上ることであったが、『源氏物語』は帝直系の源氏の者を主人公にし、彼の住まいを擬似後宮にしたてて女君たちを分け隔てなく寵愛するという内容で彼女たちを満足させ、あるいは、人間の心理や恋愛、美意識に対する深い観察や情趣を書き込んだ作品として貴族たちにもてはやされたのである。この間の事情は自らも読者であった菅原孝標女の『更級日記』に詳しい。
優れた作品が存在し、それを好む多くの読者が存在する以上、『源氏物語』の享受はそのままこれに続く小説作品の成立という側面を持った。中古中期における『源氏』受容史の最大の特徴は、それが『源氏』の文体、世界、物語構造を受け継ぐ諸種の作品の出現をうながしたところにあるといえるだろう。11世紀より12世紀にかけて成立した数々の物語は、その丁寧な叙述と心理描写の巧みさ、話の波乱万丈ぶりよりもきめ細やかな描写と叙情性や風雅を追求しようとする性向において、明らかに『うつほ物語』以前の系譜を断ち切り、『源氏物語』によっている。それがあまりに過度でありすぎるために源氏亜流物語という名称さえあるほどだが、たとえば、『浜松中納言物語』『狭衣物語』『夜半の寝覚』などは『源氏』を受け継いで独特の世界を作り上げており、王朝物語の達しえた成熟として高く評価するに足るであろう。後期王朝物語＝源氏亜流物語には光源氏よりも薫の人物造型が強く影響を与えていることが知られる。源氏物語各帖のあらすじ#第三部参照。
平安末期にはすでに古典化しており、『六百番歌合』で藤原俊成をして「源氏見ざる歌詠みは遺恨の事なり」といわしめた源語は歌人や貴族のたしなみとなっており、室町時代の注釈書『花鳥余情』では「我が国の至宝は源氏の物語のすぎたるはなし」と位置づけられるまでになっている。このころには、言語や文化の変化や流れに従い原典をそのまま読むことも困難になってきたため、原典に引歌や故事の考証や難語の解説を書き添える注釈書が生まれた。
一方で平安時代には貴族の間で仏教思想（平安仏教）が浸透しており、架空の物語（嘘）を作る行為は五戒の1つ「不妄語戒」に反することから「色恋沙汰の絵空事を著し多くの人を惑わした紫式部は地獄に堕ちたに違いない」という考えが生まれ、『宝物集』などの仏教説話集で語られるようになった。この考えは後に小野篁伝説と結びつけられた。また『更級日記』には「源氏物語に熱中していると夢の中に僧侶が現れ（女性の成仏について書かれた）法華経の五巻を勉強するように諭した」という記述があり、架空の物語を読む読者も五戒に反しているという考えがあった。このため地獄に落ちた紫式部の霊を慰め、自身（読者）の罪障を消すためとして『源氏供養』と称した法会がたびたび行われた。語り手が「紫式部に仕えた女性」という設定の『今鏡』の最終巻『打聞』では「物語を書くことは日本でも中国でもよくあること」「罪ではあるが殺人や強盗と比べれば軽く地獄に堕ちるほどではない」など、五戒に反していると認めつつ擁護するような記述がある。
香道の流行にともなって、「源氏香」「香の図」といった本書に由来する呼称が発生した。
江戸時代に入ると、版本による源氏物語の刊行が始まり、裕福な庶民にまで『源氏物語』が広く普及することになった。江戸時代後期には、当時の中国文学の流行に逆らう形で、設定を室町時代に置き換えた通俗小説ともいうべき『偐紫田舎源氏』（柳亭種彦著）が書き起こされた。伝統的な図式の「源氏絵」は、さまざまな画派により挿絵入りの版本『絵入源氏物語』や浮世絵に描かれた。また、歌舞伎化され、世に一大ブームを起こしたが、天保の改革であえなく断絶した。
明治以後多くの現代語訳の試みがなされ、与謝野晶子や谷崎潤一郎の訳本が何度か出版されたが、昭和初期から「皇室を著しく侮辱する内容がある」との理由で、光源氏と藤壺女御の逢瀬などを二次創作物に書き留めたり上演することなどを政府により厳しく禁じられたこともあり、訳本の執筆にも少なからず制限がかけられていた。
1933年（昭和8年）11月には、番匠谷英一脚本による劇団新劇場の上演が警視庁保安部より上映禁止命令を受けた。警視庁は偉大な古典文学であることに異議はないとしつつも「主催者の意図が大衆に把握されるや否かは疑問である」として風教上害があるものとして扱った。
第二次世界大戦後にはその制限もなくなり、円地文子、田辺聖子、瀬戸内寂聴、林望などの訳本が出版されている。原典に忠実な翻訳以外に、橋本治の『窯変源氏物語』に見られる大胆な解釈を施した意訳小説や、大和和紀の漫画『あさきゆめみし』や小泉吉宏の漫画『まろ、ん』、花園あずきの漫画『はやげん! はやよみ源氏物語』を代表とした漫画作品化などの試みもなされている。
現代では冗談半分で、『源氏物語』と純愛もののアダルトゲームやハーレムアニメとのストーリーの類似性が指摘されることがあるが、「『源氏物語』は猥書であり、子どもに読ませてはならない」という論旨の文章はすでに室町時代に存在している。
若紫と光源氏の関係から「懸想をした幼児を自分好みに育てること」を、光源氏になぞらえて慣用句のように「光源氏計画」と言われることがある。
『源氏物語』は諸外国にも少なからず影響を与えている。マルグリット・ユルスナールは『源氏物語』の人間性の描写を高く評価し、短編の続編を書いた。
2008年には源氏物語千年紀の記念式典が京都府・京都市などが中心となって開催され、明仁天皇・皇后美智子が臨席した。多数の講演・シンポジウムが催され、瀬戸内寂聴、佐野みどり、ドナルド・キーン、平川祐弘らが参加した。のちに、紫式部日記での初出である11月1日が、幅広く古典に親しむ古典の日として法制化された。

### 歴史的注釈書
『源氏物語』については、平安末期以降、数多くの注釈書が作られた。『源氏物語』の注釈書の中でも、特に明治時代以前までのものを古注釈と呼ぶ。一般には、『源氏釈』から『河海抄』までのものを「古注」、『花鳥余情』から『湖月抄』までのものを「旧注」、それ以後江戸時代末までのものを「新注」と呼び分けている。『源氏釈』や『奥入』といった初期の注釈書は、もともとは独立した注釈書ではなく、写本の本文の末尾に書きつけられていた注釈があとになって独立した1冊の書物としてまとめられたものである。『源氏大鏡』や『源氏小鏡』といった中世に数多く作られた梗概書もそれぞれ注釈を含んでいる。
- 『源氏釈（げんじしゃく）』（平安時代末期、全1巻、藤原伊行）

もっとも古い源氏物語の注釈書。もともとは藤原伊行が写本に書きつけたもの。
- 『奥入（おくいり）』（1233年ごろ、全1巻、藤原定家）

もともとは藤原定家が自ら作成した証本の本文の末尾に書きつけたもの。池田亀鑑は写本にこの「奥入」があるかどうかを写本が青表紙本であるかどうかを判断する条件に挙げている。大島本や明融臨模本に書かれている「第一次奥入」と定家自筆本（大橋本）に書かれている「第二次奥入」とがある。
- 『水原抄（すいげんしょう）』（13世紀中ごろ、源親行）

河内方による最初の注釈書。現在は大部分散逸したが一部残存。
- 『紫明抄（しめいしょう）』（13世紀後半、全10巻、素寂）
- 『異本紫明抄（いほんしめいしょう）』（著者未詳）

諸注を集成したもの。『河海抄』の説をまったく引用していないため、それ以前の成立であると思われる。
- 『幻中類林（げんちゅうるいりん）』（光源氏物語本事、華洛非人桑門了悟）
- 『弘安源氏論議（こうあんげんじろんぎ）』（1280年（弘安3年）、源具顕）

最古の討論形態の注釈書。飛鳥井雅有等8名が参加。
- 『雪月抄（せつげつしょう）』
- 『原中最秘抄（げんちゅうさいひしょう）』（1364年、源親行）

最古の秘伝書形態の注釈書。『水原抄』中のもっとも秘たる部分を抄録して諸家の説を加えたとされる。
- 『河海抄（かかいしょう）』（1360年代、全20巻、四辻善成）

『源氏物語』の著作の由来、物語の時代の準拠、物語の名称、作者の伝や旧跡、物語と歌道の関係などについて幅広く述べている。全体を通して、これ以前の考証に詳しく触れるとともに「今案」として自説も多く述べている。
- 『仙源抄（せんげんしょう）』（1381年、長慶天皇）

最古の辞書形態の注釈書。源氏物語の語句約1,000をいろは順に並べた辞書。
- 『珊瑚秘抄（さんごひしょう）』（1397年、四辻善成）

源氏物語の注釈書『河海抄』の秘説書。『河海抄』で注を省略した秘説を三十三条集めたもの。
- 『源氏物語千鳥抄（げんじものがたりちどりしょう）』（南北朝時代、平井相助）
- 『山頂湖面抄（さんちょうこめんしょう）』（1449年、祐倫）
- 『源氏物語年立（げんじものがたりとしだて）』（1453年、一条兼良）

源氏物語の作品世界内における出来事を時間的に順を追って記したもの、つまり年立であるが、独立した年立としては最初のもの。
- 『花鳥余情（かちょうよせい、かちょうよじょう）』（1472年、全30巻、一条兼良）

冒頭部分の自序において「『河海抄』の足りない部分、誤っている部分を正しくするため著した」とを述べている。注釈の特徴としては、単に語句のみを採り上げるのではなく長く文を引用して説明していることと、著者自身が左大臣関白を勤めていたため有職故実に関して詳しく正確であることが挙げられる。
- 『源語秘訣（げんごひけつ）』（1477年、一条兼良）

『花鳥余情』の秘伝書。
- 『種玉編次抄（しゅぎょくへんじしょう）』（1499年、宗祇）
- 『弄花抄（ろうかしょう）』（1504年、三条西実隆）
- 『細流抄（さいりゅうしょう）』（1510年、三条西実隆）
- 『明星抄（みょうじょうしょう）』（1530年、三条西実枝）
- 『万水一露（ばんすいいちろ）』（1545年、能登永閑）
- 『紹巴抄（しょうはしょう）』（1565年、20巻20冊、里村紹巴）
- 『山下水（やましたみず）』（1570年、三条西実枝）
- 『孟津抄（もうしんしょう）』（1575年、九条稙通）
- 『花屋抄（はなやしょう）』（1594年、花屋玉栄）
- 『岷江入楚（みんごうにっそ）』（1598年、中院通勝）
- 『首書源氏物語（しゅしょげんじものがたり）』（1673年、一竿斎）
- 『湖月抄（こげつしょう）』（1673年、全60巻、北村季吟）
- 『源氏外伝』（1673年ころ、熊沢蕃山）
- 『源注拾遺（げんちゅうしゅうい）』（1698年、契沖）
- 『紫家七論（しかしちろん）』（1703年、安藤為章）
- 『一簣抄』（いっきしょう）（1716年、近衛基煕）
- 『源氏物語新釈（げんじものがたりしんしゃく）』（1758年、賀茂真淵）
- 『源氏物語年紀考（げんじものがたりねんきこう）』（1763年、本居宣長）

いわゆる新年立。
- 『紫文要領（しぶんようりょう）』（1763年、上下2巻、本居宣長）
- 『源語梯（げんごてい）』（1784年、五井純禎（蘭洲））

辞書形態の注釈書。
- 『源氏物語玉の小櫛（げんじものがたりたまのおぐし）』（1796年、全9巻、本居宣長）

「もののあはれ」を提唱。
- 『すみれ草（すみれくさ）』（1812年、全3巻、北村久備）

系図2巻と年立1巻からなる。
- 『源氏物語評釈（げんじものがたりひょうしゃく）』（1861年、萩原広道）

古注釈の最後に位置づけられる。

### 現代語訳

#### 現代日本語
元来『源氏物語』は作者紫式部より前時代の醍醐天皇の御代が舞台の歴史物語であり、同時代でも知識を必要とした。時代を経て物語で用いる言葉遣いも、前提とする知識・常識も変化していくことで、より深い歴史の知識が乏しいと『源氏物語』を読むことは困難になっていった。
同時期の文学である『枕草子』『土佐日記』などは、簡単な注釈さえあれば現代日本人が読むことがさほど難しくないのに対し、『源氏』の原文を読むことは現代日本人にとってもかなり難しい。ほかの王朝文学と比べても語彙は格段に豊富、内容は長く複雑で、専門的な講習を受けないと『源氏』の原文を理解するのは困難である。現代では、現代語訳者の中には一条朝の知識しかない者や、源氏の成り立ちを知らない者も見受けられ、そのため藤原氏と藤原氏の対決だと勘違いしている読者も多い。
国文学者・研究者による翻訳は、比較的直訳・逐語訳的な訳注が多いのに比べて、作家・小説家による翻訳は多くの場合、原文に対して叙述の順番を入れ替えたり、和歌によるやりとりを普通の会話文に直したり、原文とは視点を変えて叙述したりといった応用工夫が行われていること多く、そのような作品は単なる現代語訳ではなく翻案作品として扱われることもある。
与謝野晶子訳

与謝野晶子は、口語で初となる源氏物語の現代語訳を明治45年から大正2年にかけて出版した。文語での翻訳『新編紫史(しんぺんしし) 』増田于信訳は明治37年に出版された。

与謝野晶子は生涯に3度現代語訳を試みた。与謝野は12歳当時、『源氏物語』を原文で素読していたことをのちに自身の歌の中に詠み込んでおり、さまざまな創作活動の中に『源氏物語』の大きな影響を読み取ることができる。
1度目の翻訳は、与謝野夫妻の支援者であった実業家（小説家でもある）の小林政治の依頼により、100か月で完成させることを目標に始められたものである。1912年（明治45年）2月から1913年（大正2年）11月にかけて、『新訳源氏物語（上、中、下一、下二巻）』として金尾文淵堂から出版され、これが『源氏物語』の口語による最初の現代語訳とされ、1914年（大正3年）12月にはダイジェスト版となる4冊の縮刷版を刊行し、特に最初の翻訳には晶子の夫・与謝野鉄幹の手も入っているとする見解もある。
これは『源氏物語』の専門家でない森鷗外が校訂にあたっているなどといった問題もあり、再度、『新新訳源氏物語』として翻訳を試みた（2回目）が、「宇治十帖の前まで終わっていた」とされる。このときの原稿は、1923年9月の関東大震災（大正関東地震）により文化学院に預けてあった原稿がすべて焼失したため、世に出ることはなかった。
現在、通常流布しているのは晩年の1938年10月から1939年9月にかけて『新新訳源氏物語（第一巻から第六巻まで）』として金尾文淵堂から出版された3度目のものである。1939年10月に完成祝賀会が上野精養軒にて開催されており、同人はこれを「決定版」としている。この翻訳は当時、まだ学術的な校訂本がなかったことから、「流布本」であった『源氏物語湖月抄』の本文を元にしていたとされる。原文にはない主語を補ったり、作中人物の会話を簡潔な口語体にしたりするなど大胆な意訳と、敬語を中心とした大幅な省略で知られている。それに対して、歌の部分については歌人らしく、「和歌は源氏物語にとって欠かせない重要な要素である」として、いずれの翻訳もまったく手を加えることなくそのまま収録しており、ほかの翻訳が行っているような和歌の部分を会話文に改めるといったことをしていない。また、新新訳では各帖の冒頭に自身の和歌を加えている。
池田亀鑑の解説を加えたものが、1954年10月から1955年8月にかけて『全訳源氏物語』として、全9冊で角川文庫から出版されており、1971年8月から1972年2月にかけて全3冊に合本・改版され重版した。2008年に源氏物語千年紀を記念し、『新装版 全訳源氏物語』全5冊に改版された。ほかに、1948年には日本社から日本文庫で、1951年には三笠文庫（三笠書房）で、1976年（新装版、1987年）には河出書房新社の日本古典文庫で、2002年には勉誠出版刊の『鉄幹 晶子全集』の第7巻および第8巻として、2005年から2006年に舵社からデカ文字文庫と、多くの出版社から刊行されている。これらとは別に、最初の訳書も、後年の翻訳より読みやすいといった評価があったことから、2001年に角川書店から単行本が出版され、2008年には、『与謝野晶子の源氏物語』（角川文庫ソフィア）全3冊で出版された。双方の訳書とも1942年5月29日に与謝野が死去したため、1993年に日本における著作権の保護期間が満了しており、パブリック・ドメインで利用できるため青空文庫などに収録されている。
谷崎潤一郎訳
谷崎潤一郎も生涯に3度現代語訳を試みた。
最初は『源氏物語湖月抄』本文を元に、1935年9月より着手された。国文学者山田孝雄の校閲を受けながら進められ、1939年から1941年にかけ『潤一郎訳源氏物語』全26巻が、中央公論社で刊行された。これは、「旧訳」「26巻本」などと呼ばれている。当時の社会情勢から、中宮の密通に関わる部分など皇室に関した部分は何か所か削除されている。この削除した箇所は戦後雑誌に補遺のかたちで発表された。
2度目は上記の削除部分を復活するとともに、全編にわたり言葉使いを読みやすく改訂し1951年から1954年12月にかけ、『潤一郎新訳 源氏物語』全12巻で刊行された。この版は「新訳」「12巻本」などと呼ばれた。他に豪華版全5巻別巻1や、新書版全8巻も刊行されている。
『潤一郎訳』は谷崎の意向が大きく反映され、『潤一郎新訳』は原文を尊重し省略なしの完訳であることが特徴である。
3度目は中央公論社版『日本の文学』に（一部）収録するため、改稿に着手された。1964年から1965年に『潤一郎新々訳 源氏物語』全10巻別巻1が、新版が1979年から翌年にかけ刊行された。これは「新々訳」「11巻本」などと呼ばれている。口述筆記のせいもあり、新仮名遣いになっている。与謝野晶子訳とは対照的に、原文の文体を生かしつつやや古風な訳文となった。（最晩年の）谷崎は、本書をもって「決定版である」としている。
『潤一郎訳 源氏物語』は、1968年から1970年にかけ『谷崎潤一郎全集』第25 - 28巻（新版『全集』では第27 - 30巻）に収録。1973年、中公文庫創刊にともない全5巻で刊行（改版1991年）。豪華版で、1966年に全5巻別巻1が、1983年に愛読愛蔵版全1巻が、1992年に同普及版全1巻が刊行された。
谷崎潤一郎も日本における著作権の保護期間が満了しており、パブリック・ドメインで利用できるため青空文庫で収録の準備作業が進められている。
窪田空穂訳
国文学者で歌人でもある窪田空穂の『現代語訳源氏物語』は、前身として非凡閣から刊行されたがこれは全部の訳ではない。改めて1939年から1943年にかけ改造社から柏木までの8冊が改造文庫として刊行されたが出版社の解散のため中絶した。改造文庫版は刊行時の時局柄訳出を遠慮した部分がある。戦後に改造社が復興すると改めて同社で、1947年から1949年にかけ全8冊で刊行された。戦後版は改造文庫版で遠慮した箇所も補充し最後まで訳出されている。1967年に『窪田空穂全集 27・28巻』（角川書店）に収録。2023年に作品社（全4巻）で新版刊行された。別に窪田訳は抄訳版があり、1970年に春秋社で出版している。
円地文子訳
円地文子の現代語訳は、1967年7月に着手され、玉上琢弥、犬養廉、清水好子、竹西寛子、阿部光子などの協力を得ながら、1972年から1973年にかけ全10巻で新潮社から刊行された。1980年、新潮文庫に全5巻で再刊された（2008年に全6巻に改版）。さまざまな箇所に原文にはないまったく創造的な加筆を行っており、特徴のひとつとなっている。
円地は1975年5月に公演された歌舞伎『源氏物語葵の巻』の台本も手がけているほか、現代語訳の過程で生まれたエッセイ『源氏物語私見』（新潮社、1974年、1985年に新潮文庫、2004年に『なまみこ物語』とあわせ講談社文芸文庫に収録）、『源氏物語の世界・京都』（平凡社、1974年）、『源氏物語のヒロインたち』（講談社、1987年）など『源氏物語』関係の著作も多い。2007年に新潮社で、竹下景子による朗読CD（現在は桐壺から夕顔まで2巻）が出された。
田辺聖子訳
田辺聖子の現代語訳は、『新源氏物語』として1974年11月から1978年1月にかけて『週刊朝日』で連載されたあと、1978年から1979年にかけて全5巻で新潮社から刊行され、1984年5月に新潮文庫に収録。当初書かれたのは「幻」巻部分までで、それ以降の部分は1985年10月から1987年7月まで『DAME』で連載されたが、同誌の休刊により「宿木」巻の途中までで中断。残りの部分は書き下ろしで執筆され、1991年5月に新潮社から『新源氏物語 霧ふかき宇治の恋』として出版、1993年11月に新潮文庫に収録された。2004年に出版された『田辺聖子全集 全24巻』では、第7巻および第8巻の2巻がこれにあてられており、「霧ふかき宇治の恋」を含めた全体を「新源氏物語」としている。
原文の巻序に従っておらず全体の構成を入れ替えており、「空蝉の巻」から始まっていることや、原文の中で登場人物たちが和歌で伝えようとしていることを通常の会話文に直しているなど原文を大幅に直している部分があるため、「単なる現代語訳」ではなく「翻案作品」であるとされることも多い。この翻訳・翻案から生まれた関連本として『源氏紙風船』（新潮社、1981年）がある。小説作品で、光源氏の従者の1人の視点から描いた「私本・源氏物語」（実業之日本社、1980年、のち文春文庫）、岡田嘉夫の絵を豊富に配して光源氏10話・薫2話が編まれた「源氏たまゆら」（講談社、1991年、のち講談社文庫1995年）がある。
橋本治訳
橋本治の現代語訳は、『窯変 源氏物語』の題名で、1991年5月から1993年にかけて中央公論社全14巻で刊行された。のちに、1995年11月から1996年10月にかけ中公文庫に収録された。橋本はこの作品を「紫式部の書いた『源氏物語』に想を得て、新たに書き上げた、原作に極力忠実であろうとする一つの創作、一つの個人的解釈である」としており、基本的に光源氏と薫からの視点で書かれており、大幅な意訳になっている部分もあることなどから、単なる「現代語訳」ではなく「翻案作品」であるとみなすことも多い。
橋本には『源氏供養』のタイトルで関連エッセイがあり、上記の現代語訳に関する事柄も収めている。
瀬戸内寂聴訳
瀬戸内寂聴の現代語訳は、1996年12月から1998年にかけ講談社・全10巻で刊行され、「新装版」が2001年9月から2002年6月にかけ、講談社文庫版が2007年1月から10月にかけ改訂再刊された。
瀬戸内には、女性の視点から描いた翻案作品『女人源氏物語』が小学館全5巻で、1988年から1989年にかけ出版され、のちに集英社文庫に収録された。『わたしの源氏物語』（小学館、1989年7月、集英社文庫、1993年6月）、『歩く源氏物語』（講談社、1994年9月）、『源氏物語の脇役たち』（岩波書店、2000年3月）、『痛快!寂聴源氏塾』（集英社インターナショナル、2004年3月、のち軽装版『寂聴源氏塾』、2007年3月）など多くの関連著作がある。「源氏」関連の講演や行事などにも積極的に関わっている。

今泉忠義訳
本文は「青表紙系版本中最善本である」という理由により、江戸時代の版本である『首書源氏物語』を用いる。「桜楓社版 源氏物語」の現代語訳版として企画され、1974年1月から1975年10月にかけて全10巻が刊行された。「桜楓社版 源氏物語」は、現代語訳編のほかに、森昇一・岡崎正継による本文編、語法編などで構成されている。1977年から1978年に『源氏物語 全現代語訳』講談社学術文庫・全20冊で刊行し、2000年から2001年にかけ新装版全7冊で改訂刊行された。
玉上琢弥訳
底本は、定家直筆本のあるものはそれを用い、存在しないものは明融臨模本、それも存在しなければ飛鳥井雅康本（大島本）である。もともとは1964年から1969年にかけて角川書店から出版された『源氏物語評釈』の中の現代語訳に原文脚注索引をつけたもので、1964年から1975年にかけ角川文庫全10巻が刊行（のち角川ソフィア文庫で改訂版）。原文に近い訳であるが、現代語訳を独立して読めるようになっている。なお、十巻巻末には国宝源氏物語絵巻の解説索引がある。
尾崎左永子訳
1997年から1998年にかけ『新訳 源氏物語』が小学館（全4巻）で刊行された。
中井和子訳
15年がかりで翻訳を仕上げたとされる『現代京ことば訳 源氏物語』が1991年に大修館書店・全3巻で刊行し、2005年（平成17年）に全5巻・新装版で改訂再刊された。KBS京都から北山たか子による朗読CDも発売されている。
林望訳
2010年から2013年にかけ、祥伝社で『謹訳 源氏物語』全10巻で刊行された。2017年9月から2019年11月に祥伝社文庫で再刊された。

#### 外国語
『源氏物語』は日本文学の代表的なものとして多くの言語に翻訳されている。重訳や抄訳も含めると、現在、20言語以上の翻訳が確認できる。アラビア語・イタリア語・英語・オランダ語・クロアチア語・スウェーデン語・スペイン語・セルビア語・タミール語・チェコ語・中国語（簡体字）・中国語（繁体字）・テルグ語・ドイツ語・日本語・ハンガリー語・ハングル・パンジャビ語・ヒンディー語・フィンランド語・フランス語・モンゴル語・ロシア語・ウルドゥー語などの翻訳がある。
英語訳
最初の英訳は、おそらく末松謙澄によるものであった。末松がイギリスのケンブリッジにいたときになされたもので1882年に出版された。抄訳であることに加えて、翻訳には限界があり、当時はほとんど注目されなかった。今日では研究者のあいだで見直され始めている。
20世紀に入り、ブルームズベリー・グループの一員アーサー・ウェイリーにより『源氏物語』は西洋世界に本格的に紹介された。1925年に「桐壺」から「葵」までを収めた第1巻が出版され、1933年に「宿木」から「夢浮橋」までを収めた第6巻が出て完結した。
ウェイリー訳は、各国で広く重訳され、現代日本語で再訳された『ウェイリー版 源氏物語』は、 各・全4巻で（佐復秀樹訳、平凡社ライブラリー、2008年9月 - 2009年3月）および（毬矢まりえ・森山恵訳、左右社、2017年12月 - 2019年7月）がある。
ウェイリー訳は、当時の文学界にあわせた詩的で華麗な文体を用いている。日本文学研究者のエドワード・サイデンステッカーの訳（1976年）は、ウェイリー訳は「傑作」だと敬意を表し、常に傍らに置いていた。サイデンスデッカー訳は第二次世界大戦後の文学的傾向に合わせて、文章の装飾を落とし、原文に近づける努力がなされている。ロイヤル・タイラーの英訳（2001年）は、より一層この傾向を強め、豊富な注を入れ、学問的な精確さを持っている。ほかに重要な英訳は、抄訳版だがヘレン・クレイグ・マッカラによるもの（1994年）がある。
フランス語訳
フランスでは、1883年に作家のアルヴェード・バリーヌが末松謙澄の英訳を重訳、1910年に、ミシェル・ルヴォン（お雇い外国人として東京帝国大学でフランス法を教えたスイス人）が日本の解説書を底本に抄訳し、1920年代にはキク・ヤマタ（駐リヨン日本総領事山田忠澄長女で作家）がウェイリーの英訳から重訳して出版した。原文からのフランス語訳としては、1977年、1988年に日本学の権威ルネ・シフェールの翻訳が公刊された。現在まで、仏語圏における唯一の完訳であり、また、訳の質も非常に高く、評価を得ている。2008年からはフランス国立東洋言語文化研究所の翻訳グループによるフランス語訳本の刊行が始まった。
ドイツ語訳
オスカー・ベンルが原文から訳し、これも優れた訳と評価がある。
イタリア語訳
アーサー・ウェイリーの英語訳からの重訳（抄訳）が1944年に出版されている。ローマ大学元教授のマリア＝テレサ・オルシ（Maria Teresa Orsi）による完訳La storia di Genji（ISBN 9788806146900）が2012年6月に出版される。
スペイン語訳
原文からの完全翻訳では、Hiroko Izumi ShimonoとIván Pinto Románの2人により、3分冊構成の翻訳本がペルー共和国において2017年11月に出版されている。第一分冊は、「桐壷」から27巻「篝火」までおさめられた完訳本（El Relato de Genji - Primera Parte -. Fondo Editorial de la Asociación Peruano Japonesa.）（ISBN 9789972920592）が2013年8月に出版された。その後、2017年11月に出版された第二分冊は、28巻「野分」から41巻「幻」が、また、第三分冊は、42巻「匂宮」から54巻「夢浮橋」がおさめられた完訳本（El Relato de Genji - Segunda Parte - . El Relato de Genji - Tercera Parte - . Fondo Editorial de la Asociación Peruano Japonesa.）（ISBN 9786124740626, 9786124740633）である。この完訳本は豊富な注が入れられており、学問的な精確さを兼ね備えている。また、挿絵には、早稲田大学九曜文庫の源氏物絵巻の絵が数多く使われている。
アーサー・ウェイリーの英語訳からの重訳（抄訳）が1941年に出版されている（Fernando Guitérrez. Romance de Genji. Barcelona: Juventud, 1941）。また、ロイヤル・タイラー英語訳からの重訳（完訳）が2005年に出版され（Jordi Fibla. La historia de Genji. Vilahur: Ediciones Atalanta, 2005 / Los relatos de Uji. Vilahur: Ediciones Atalanta, 2006）、英語訳・フランス語訳・ドイツ語訳・その他からの重訳（完訳）が2005年に出版されている（Xavier Roca-Ferrer. La novela de Genji I & II. Barcelona: Ediciones Destino, 2005）。
原文からの抄訳版は、2013年にアリエル・スティラーマンによる「桐壺」巻が早稲田大学で発表された（Blog Genji en Español）。
オランダ語訳
アーサー・ウェイリーの英語訳からの重訳（抄訳）が1930年に出版されている。
スウェーデン語訳
アーサー・ウェイリーの英語訳からの重訳（抄訳）が1927年に出版されている。
フィンランド語訳
参議院議員の弦念丸呈（ツルネン・マルテイ）が1980年にフィンランド語の翻訳（ただし抄訳）を出版している。
チェコ語訳
福井県立大学教授カレル・フィアラのチェコ語訳は現在進行中。
セルビア語訳
サントリー文化財団の海外出版助成により、ベオグラードに所在する出版社ココロから抄訳が2024年に出版された。
ロシア語訳
タチヤーナ・ソコロワ＝デリューシナの翻訳がある。
中国語訳
原文からの完訳としては、豊子愷の翻訳『源氏物語上・中・下』（人民文学出版社、1980-1982年）がある。台湾では林文月の翻訳『源氏物語上・下』（中外文学月報社、1982年）がある。
朝鮮語訳
田溶新の翻訳や柳呈の翻訳『源氏物語イヤギ（物語）』全3冊（ナナム出版、2000年）がある。

#### 発行部数
- 瀬戸内寂聴訳（全10巻 講談社） - 220万部[147]
- 与謝野晶子訳（全3巻 角川文庫） - 172万部[148]
- 谷崎潤一郎訳（全5巻 中公文庫） - 83万部[148]
- 円地文子訳（全6巻 新潮文庫） - 103万部[148]
- 田辺聖子訳（全5巻 新潮文庫） - 250万部[148]
- 橋本治訳（全14巻 中公文庫） - 42万部[148]
- 週刊朝日百科 世界の文学24 源氏物語（朝日新聞社） - 初版20万部が完売[149]
- 大和和紀『あさきゆめみし』（全13巻 講談社） - 1,800万部[150]

## 派生作品

### 文学作品

#### 擬作・補作
後世の人物が『源氏物語』の欠を補った作。作者自身が別人であることを明かしているか、別作者であることが明らかである形で伝えられているため、狭義の偽作には含まれないが関連して論じられることは多い。まとまった補作が存在する場所は下記のように限られている。
- 「桐壺」と「帚木」の間を補うもの
  - 『藤壺』（2004年、全1巻、瀬戸内寂聴） - 「輝く日の宮」を補完する短編。光源氏と藤壺が初めて結ばれるまでを書く。現代文のほか、古文体も併記。
- 「空蝉」と「夕顔」の間を補うもの
  - 『手枕』（1763年、全1巻、本居宣長） - 「桐壺」と「帚木」の間を埋める。六条御息所と光源氏の馴れ初めを書く。
- 「蓬生」前後の別伝
  - 『別本八重葎』（成立時代不明、鎌倉時代の成立とする見方もある一方、江戸時代成立の擬古文とする見方もある。作者不明）[152]
- 「雲隠」の欠落を補うもの
  - 「雲隠」（雲隠六帖）（室町時代、作者不詳）-源氏の出家失踪を描く。
  - 『源氏の君の最後の恋』Le Dernier Amour de Prince Genghi（1984年、短編集『東方綺譚』に収録、マルグリット・ユルスナール） - 「雲隠」を補完する短編。源氏の最期を花散里が看取る。
- 「夢浮橋」の後を補う後日譚
  - 『山路の露（やまじのつゆ）』（鎌倉時代、作者不詳、一説には建礼門院右京大夫とも） - 宇治十帖「夢浮橋」の後日譚。薫と浮舟の再会を書く。
  - 『雲隠六帖』（「雲隠」を除く。室町時代、作者不詳） - 源氏物語の後日譚。1雲隠（源氏の出家失踪）、2巣守（匂宮の即位と薫、浮舟の結婚）、3桜人、4法の師（薫、浮舟の出家）、5雲雀子（薫の霊が息子に出家のすすめ）、6八橋（匂帝に帝位のまま悟るようにとの教え）、あとがき（康平元年戊戌年（1058年）正月大僧都、信誉のものと元応元年（1319年）9月藤原親兼の2系統）。
  - 『雪のあした』（江戸時代、伴蒿蹊） - 惟光の孫惟豊が「夢浮橋」以後の出来事を語る。[153]
  - 『物がたり 夢浮橋の後をつぐ』（江戸時代、源直好）[154]
  - 『花を惜しむ詞 手習いの君になずらう』（江戸時代、橘千蔭）
  - 『稲妻』（2000年、ライザ・ダルビー）- 同人による「紫式部物語」の下巻・巻末に収録。「夢浮橋」のあとを補う巻。薫と浮舟のその後を書く。

#### 二次創作
源氏物語の成立事情をテーマにした作品
- 丸谷才一 『輝く日の宮』（全1巻、講談社、2003年6月／講談社文庫、2006年6月） - 最後の章を失われた「輝く日の宮」の復元にあてる。
- ライザ・ダルビー『紫式部物語-その恋と生涯 The Tale of Murasaki』（岡田好惠訳、上下2巻、光文社、2000年／光文社文庫、2005年） - 紫式部の娘から孫に伝えられた、紫式部が自らの生涯を記した日記という形で、『源氏物語』執筆の背景などを描く。
- 井沢元彦 『GEN 「源氏物語」秘録』（角川書店、1995年10月／実業之日本社、1997年11月／角川文庫、1998年10月）
- 森谷明子 『千年の黙 異本源氏物語』（東京創元社、2003年10月／創元推理文庫、2009年6月）
- 古川日出男『女たち三百人の裏切りの書』（新潮社、2015年4月） - 「宇治十帖」が後世の改ざんであると主張する紫式部の怨霊が本物の物語を語り、台頭する瀬戸内の海賊や奥州の武士たちのエピソードと絡んでいく物語。

#### 意訳小説
- 『新源氏物語』（1978年 - 1979年、全5巻、田辺聖子）
- 『私本・源氏物語』（1980年、全1巻、田辺聖子） - 光源氏の従者の視点から書く。
- 『女人源氏物語』（1988年 - 1989年、全5巻、瀬戸内寂聴） - 光源氏の女君たちの視点から書く。
- 『窯変 源氏物語』（1991年 - 1993年、全14巻、橋本治） - 光源氏の視点から書く。
- 『六条御息所 源氏がたり』（2008年 - 2012年、全3巻（文庫は全2巻）、林真理子） - 亡霊となった六条御息所の視点から書く。
- 『英語で読む源氏物語』（2010年、グレン・サリバン） - 短い英文による抄訳を連ねている。

#### 翻案小説
- 『偐紫田舎源氏』（合巻。1829年 - 1842年、38編172冊、柳亭種彦作、歌川国貞画） - 足利将軍の子・光氏が浮名を流しながらお家騒動を解決する勧善懲悪もの。
- 『読み違え源氏物語』（2007年、文藝春秋、清水義範）
- 『ヒカルが地球にいたころ……』（2011年 - 2014年、全10巻、ファミ通文庫、野村美月作、竹岡美穂画） - 平成時代に設定を置き換えたライトノベル。
- 『源氏物語 時の姫君 いつか、めぐりあうまで』（2011年、角川つばさ文庫、越水利江子） - 紫の上を主人公に翻案した児童小説。
- 『光源氏と不機嫌な花嫁』（2013年、集英社シフォン文庫、春秋子作、四位広猫画） - 光源氏と葵上のエピソードをモチーフとした（女性向け）ティーンズラブ小説。
- 『十二単衣を着た悪魔 源氏物語異聞』（2012年、幻冬舎、内館牧子 - 1000年後の日本から源氏物語の世界にタイムスリップしてきた若者を狂言回しに据え、光源氏と対立する弘徽殿女御ら右大臣家一族の視点から源氏物語を書く。

### 漫画
- 『あさきゆめみし』（1979年 - 1993年、全13巻、講談社、大和和紀）
- 『赤塚不二夫のまんが古典入門 源氏物語』（1983年、学研、赤塚不二夫）
- 『マンガ源氏物語』（1987年 - 1988年、上下巻、平凡社、みはしまり画、清水好子監修）
- 『源氏物語』（1988年 - 1990年、全8巻、小学館、牧美也子）「桐壺」から「藤裏葉」まで
- 『源氏物語』（1996年 - 1997年、全3巻、マンガ日本の古典、長谷川法世）- 引目鉤鼻、吹抜屋台の絵巻技法を取り入れ、着物のスクリーントーンも自作した作品。
- 『源氏物語 美しき花の乱』（2001年 - 2002年、全2巻、蒼馬社、井出智香恵）
- 『月下の君』（2001年 - 2004年、全7巻、小学館、嶋木あこ） - 平成時代に設定を置き換えた作品。
- 『源氏物語』（2001年 - 2005年、全7巻（「桐壺」から「紅葉賀」まで）、集英社、江川達也）
- 『大掴源氏物語 まろ、ん?』（2002年、（「輝日宮」についても触れられている）、幻冬舎、小泉吉宏）
- 『マンガ源氏物語』（2002年、講談社（「桐壺」から「賢木」まで）、みはしまり画、清水好子監修）
- 『パタリロ源氏物語!』（2004年 - 2008年、全5巻、白泉社、魔夜峰央） - 『パタリロ!』の登場人物、バンコランが光源氏を演じる。
- 『GENJI 源氏物語』（2004年 - 2005年、全4巻（「桐壺」から「薄雲」まで）、集英社、きら） - 光源氏と紫の上、そして藤壺の三角関係を重点に置く。語り部は紫の上。
- 『源氏ものがたり』（2006年 - 2009年、全4巻、小学館、美桜せりな） - 桐壺から浮舟までの主要女性に焦点をあてた読切作品をまとめている。
- 『源氏物語』（2010年 - 2011年、全2巻、角川書店、宮城とおこ画、髙山由紀子原作） - 下記の映画『源氏物語 千年の謎』のコミカライズ作品。
- 『源君物語』（2011年 - 2019年、全16巻、集英社、稲葉みのり） - 平成時代に設定を置き換えたラブコメディ。
- 『はやげん! はやよみ源氏物語』（2012年、新書館、花園あずき）
- 『百合源氏』（2014年、無限の地平はみな底辺）
- 『黒源氏物語』（『花とみるらむ〜恋虜源氏物語〜』より改題）（2015年 - 2016年、全3巻、小学館、桜田雛）
- 『いいね！光源氏くん』（2015年 - 2021年、全5巻、祥伝社、えすとえむ） - 2020年、NHK総合「よるドラ」枠にて千葉雄大主演でテレビドラマ化。
- 『源氏物語～愛と罪と～』（2019年 -、『Sho-Comi』（小学館）にて連載中、森猫まりり）

### 映画
- 『源氏物語』（1951年、大映、監督：吉村公三郎、監修：谷崎潤一郎、脚本：新藤兼人、主演：長谷川一夫〈光源氏〉、木暮実千代〈藤壺〉）
- 『源氏物語 浮舟』（1957年、大映、監督：衣笠貞之助、原作：北条秀司、脚色：八尋不二・衣笠貞之助、出演：長谷川一夫〈薫の君〉、市川雷蔵〈匂宮〉、山本富士子〈浮舟〉）
- 『新源氏物語』（1961年、大映、監督：森一生、原作：川口松太郎、脚本：八尋不二、主演：市川雷蔵〈光源氏〉、寿美花代〈藤壺〉）
- 『源氏物語』（1966年、日活、製作・監督・脚本：武智鉄二、主演：花ノ本寿〈光源氏〉）
- 『紫式部 源氏物語』（1987年、日本ヘラルド映画、アニメ作品、監督：杉井ギサブロー、脚本 : 筒井ともみ、音楽：細野晴臣、キャラクター原案 : 林静一、作画監督・キャラクターデザイン : 名倉靖博、声 - 光源氏 : 風間杜夫、夕顔 : 萩尾みどり、葵の上 : 田島令子、六条御息所 : 梶三和子、藤壺 : 大原麗子、紫の上 : 横山めぐみ、朧月夜 : 風吹ジュン、北山の僧都 : 常田富士男（C）朝日新聞社／テレビ朝日／KADOKAWA[注 11]）
- 『待望されし者 あるいは月の山』（1987年、ポルトガル・フランス合作、監督・脚本：パウロ・ローシャ、主演：ルイス・ミゲル・シントラ、『源氏物語』の翻案で1974年のポルトガルが舞台）
- 『映像詩 源氏物語 あさきゆめみし 〜Lived In A Dream〜』（2000年、NHKハイビジョン版と同じ内容）
- 『千年の恋 ひかる源氏物語』（2001年、東映、監督：堀川とんこう、脚本：早坂暁、主演：吉永小百合〈紫式部〉、天海祐希〈光源氏〉）
- 『源氏物語 千年の謎』（2011年、東宝、原作：髙山由紀子『源氏物語 悲しみの皇子』〈文庫版では『源氏物語 千年の謎』に改題〉、製作：角川歴彦・監督：鶴橋康夫、主演：生田斗真〈光源氏〉、中谷美紀〈紫式部〉）
- 『十二単衣を着た悪魔』（2020年、監督：黒木瞳、原作：内館牧子、主演：伊藤健太郎〈伊藤雷〉）

### ドラマ

#### テレビドラマ
- 『源氏物語 浮舟』（1957年、TBS東芝日曜劇場、全1回、脚本：北条秀司、主演：八代目松本幸四郎）
- 『ミュージカル・コメディ 源氏物語』（1958年、TBS東芝日曜劇場、全1回、脚本：北条秀司、主演：二代目中村鴈治郎）
- 『源氏物語』（1959年、よみうりテレビ、全61回）
- 『源氏物語』（1965年 - 1966年、毎日放送、全26回、演出：市川崑、池田徹朗、西前充男、青木民男、脚本：田中澄江、林馬呂、畑中国明、沼田幸二、大藪郁子、宮川一郎、小松崎公朗、早坂暁、谷川俊太郎、監修：山本健吉、主演：伊丹十三（光源氏）、出演：小山明子（藤壺）、丘さとみ（葵の上）、富士真奈美（紫の上）、藤村志保（夕顔）、吉村実子（明石の方）、中村玉緒（空蝉）、岸田今日子（六条御息所）、加賀まりこ（女三宮）、山本学（頭中将）、河原崎長一郎（柏木）、田村正和（夕霧）、黒柳徹子、津川雅彦、森次浩司、木暮実千代、野川由美子、春川ますみ、高橋幸治、池内淳子（紫式部）、東山千栄子 〈1966年度 アメリカ・エミー賞受賞〉）
- 『源氏物語』（1980年、TBS、全1回、脚本：向田邦子、演出：久世光彦、主演：沢田研二） - 「資生堂スペシャル」と冠す。
- 『源氏物語 上の巻・下の巻』（1991 - 1992年、TBS、全2回、脚本：橋田壽賀子、主演：東山紀之、片岡孝夫） - 「TBS創立40周年記念番組 橋田寿賀子スペシャル」と冠す。
- 『映像詩 源氏物語 あさきゆめみし 〜Lived In A Dream〜』（2000年、NHKハイビジョン、脚本：唐十郎、音楽：三枝成章、監督：三枝健起、出演：宝塚歌劇団花組、専科ほか）
- 『鵜飼いに恋した夏』（2014年、NHK BSプレミアム、全1回、作：永田優子、出演：伊藤淳史、忽那汐里ほか、宇治十帖をモチーフとした青春ドラマ）
- 『源氏さん!物語』（2017年、フジテレビFNS27時間テレビ、全1回、脚本：根本ノンジ、演出：平野眞、出演：城田優（光源氏）、野村周平ほか、「源氏物語」を大幅にアレンジしたドラマ）

#### ラジオドラマ
- ラジオドラマ『源氏悲帖』北条秀司（1963年2月）

### テレビアニメ
- 『源氏物語千年紀 Genji』（2009年、監督：出崎統、声：櫻井孝宏）

### 舞台芸術

#### 朗読・語り
- 『源氏物語 もののあはれ 源流への旅』（山下智子 全五十四帖、隔月連続語り会）

#### 演劇
- 『源氏物語』（1966年、帝国劇場、光源氏：長谷川一夫、共演：京マチ子）
- 『うき身を醒めぬ夢になしても』（2006年、演出：成瀬芳一、脚本：水原央、光源氏は初風緑）
- 『艶は匂へど…』（2007年、演出：恵川智美、脚本：水原央、光源氏は峰さを理）
- 『夕顔の森〜香子のプリズムトリップ〜』（2008年、演出・脚本：室生春）源氏物語をモチーフにしている。
- 『源氏物語』（2011年11月、ニコニコミュージカル、演出：湯澤幸一郎、脚本：喜安浩平、光源氏はぽこた）

#### オペラ
- 『源氏物語』(2023年、日本オペラ協会、音楽・三木稔、演出・岩田達宗)

#### 歌舞伎
- 『朧月夜かんの君』舟橋聖一（1974年）
- 『源氏物語 葵の巻』円地文子（1975年、歌舞伎座）
- 『浮舟』北条秀司
- 『妄執』北条秀司
- 『末摘花』北条秀司（1960年11月）
- 『落葉の宮』北条秀司（1959年、歌舞伎座）
- 『藤壺絵巻』川口松太郎（1951年11月、明治座）
- 『源氏物語』土橋成男（明治座操業90年・同再開場25周年記念として1972年）大川橋蔵 光源氏と藤壺との関係を描いたもの。

#### 能
- 碁（「空蝉」を題材としたもの。復曲）
- 半蔀（「夕顔」を題材としたもの）
- 夕顔（「夕顔」を題材としたもの）
- 葵上（「葵」を題材としたもの）
- 野宮（「賢木」を題材としたもの）
- 須磨源氏（「須磨」「明石」を題材としたもの）
- 住吉詣（「澪標」を題材としたもの）
- 玉鬘（「玉鬘」を題材としたもの）
- 落葉[注 12]（「夕霧」を題材としたもの）
- 浮舟（「浮舟」を題材としたもの）
- 源氏供養

#### 浄瑠璃
- 『源氏供養』
- 『あふひのうえ』

#### 宝塚歌劇
宝塚歌劇団では黎明期から今日まで繰り返し上演されている。

#### 戯曲
- 『源氏物語』番匠谷英一
- 『宇治十帖』番匠谷英一
- 『源氏物語』舟橋聖一

### 邦楽
- 『葵上』（地歌・箏曲）
- 『桐壺』（箏曲（組歌））
- 『須磨』（箏曲（組歌）。八橋検校作曲）
- 『明石』（箏曲（組歌））
- 『空蝉』（箏曲（組歌））
- 『橋姫』（箏曲（組歌））
- 『玉鬘』（箏曲（組歌））
- 『四季源氏乙女の曲』（箏曲（組歌））
- 『夢の浮橋』（地歌・箏曲）
- 『新浮舟』（地歌・箏曲。松浦検校作曲）
- 『夕顔』（地歌・箏曲。菊岡検校作曲）
- 『新青柳』（地歌・箏曲。石川勾当作曲・石川の「三つ物」の一曲）
- 『梓』（地歌・箏曲）
- 『新玉鬘』（地歌・箏曲。幾山検校作曲）
- 『葵の上』（山田流箏曲。山田検校作曲・山田の「四つ物」の一曲）
- 『石山源氏』（山田流箏曲。千代田検校作曲）

### 現代音楽
- 『源氏物語』『宇治十帖』（両作ともオペラ、松平頼則作曲）
- 『源氏物語』（グランドオペラ、三木稔作曲）
- 『葵の上』（ミュジーク・コンクレート、湯浅譲二作曲）
- 『葵の上』（ミュジーク・コンクレート、黛敏郎作曲）
- 『源氏物語幻想交響絵巻』（管弦楽曲、冨田勲作曲）
- 『源氏幻奏』（合唱組曲、鈴木輝昭作曲）

### ポピュラー音楽
- 『源氏物語』橋幸夫（1975年5月発売・LPでのオリジナルアルバム）
- 『女たちよ』沢田研二（1983年）